# China op de Olympische Zomerspelen 2020
China is een van de deelnemende landen aan de Olympische Zomerspelen 2020 in Tokio, Japan.

## Medailleoverzicht
| Medaille | Naam                                                                                        | Sport            | Onderdeel                  | Datum      |
| -------- | ------------------------------------------------------------------------------------------- | ---------------- | -------------------------- | ---------- |
| Goud     | Hou Zhihui                                                                                  | Gewichtheffen    | -49kg (v)                  | 24 juli    |
| Goud     | Sun Yiwen                                                                                   | Schermen         | degen (v)                  | 24 juli    |
| Goud     | Yang Qian                                                                                   | Schietsport      | 10m luchtgeweer (v)        | 24 juli    |
| Goud     | Li Fabin                                                                                    | Gewichtheffen    | -61kg (m)                  | 25 juli    |
| Goud     | Chen Lijun                                                                                  | Gewichtheffen    | -67kg (m)                  | 25 juli    |
| Goud     | Shi Tingmao Wang Han                                                                        | Schoonspringen   | 3m plank synchroon (v)     | 25 juli    |
| Goud     | Cao Yuan Chen Aisen                                                                         | Schoonspringen   | 10m toren synchroon (m)    | 26 juli    |
| Goud     | Yang Haoran Yang Qian Pang Wei                                                              | Schietsport      | 10m luchtpistool (x)       | 27 juli    |
| Goud     | Jiang Ranxin                                                                                | Schietsport      | 10m luchtgeweer (x)        | 27 juli    |
| Goud     | Chen Yuxi Zhang Jiaqi                                                                       | Schoonspringen   | 10m toren synchroon (v)    | 27 juli    |
| Goud     | Shi Zhiyong                                                                                 | Gewichtheffen    | -73kg (m)                  | 28 juli    |
| Goud     | Chen Yunxia Cui Xiaotong Lü Yang Zhang Ling                                                 | Roeien           | dubbel-vier (v)            | 28 juli    |
| Goud     | Wang Zongyuan Xie Siyi                                                                      | Schoonspringen   | 3m plank synchroon (m)     | 28 juli    |
| Goud     | Chen Meng                                                                                   | Tafeltennis      | enkelspel (v)              | 29 juli    |
| Goud     | Zhang Yufei                                                                                 | Zwemmen          | 200m vlinderslag (v)       | 29 juli    |
| Goud     | Zhang Yufei Dong Jie Li Bingjie Tang Muhan Yang Junxuan Zhang Yifan                         | Zwemmen          | 4x200m vrije slag (v)      | 29 juli    |
| Goud     | Huang Dongping Wang Yilu                                                                    | Badminton        | dubbelspel (x)             | 30 juli    |
| Goud     | Zhu Xueying                                                                                 | Trampoline       | trampoline (v)             | 30 juli    |
| Goud     | Ma Long                                                                                     | Tafeltennis      | enkelspel (m)              | 30 juli    |
| Goud     | Wang Shun                                                                                   | Zwemmen          | 200m wisselslag (m)        | 30 juli    |
| Goud     | Lu Xiaojun                                                                                  | Gewichtheffen    | -81kg (m)                  | 31 juli    |
| Goud     | Lu Yunxiu                                                                                   | Zeilen           | RS:X (v)                   | 31 juli    |
| Goud     | Gong Lijiao                                                                                 | Atletiek         | kogelstoten (v)            | 1 augustus |
| Goud     | Chen Yufei                                                                                  | Badminton        | enkelspel (v)              | 1 augustus |
| Goud     | Shi Tingmao                                                                                 | Schoonspringen   | 3m plank (v)               | 1 augustus |
| Goud     | Wang Zhouyu                                                                                 | Gewichtheffen    | -87kg (v)                  | 2 augustus |
| Goud     | Li Wenwen                                                                                   | Gewichtheffen    | +87kg (v)                  | 2 augustus |
| Goud     | Liu Yang                                                                                    | Turnen           | ringen (m)                 | 2 augustus |
| Goud     | Zhang Changhong                                                                             | Schietsport      | 50m geweer 3 houdingen (m) | 2 augustus |
| Goud     | Bao Shanju Zhong Tianshi                                                                    | Baanwielrennen   | Teamsprint (v)             | 2 augustus |
| Goud     | Zou Jingyuan                                                                                | Turnen           | brug (m)                   | 3 augustus |
| Goud     | Guan Chenchen                                                                               | Turnen           | balk (v)                   | 3 augustus |
| Goud     | Xie Siyi                                                                                    | Schoonspringen   | 3m plank (m)               | 3 augustus |
| Goud     | Quan Hongchan                                                                               | Schoonspringen   | 10m toren (v)              | 5 augustus |
| Goud     | Chen Meng Sun Yingsha Wang Manyu                                                            | Tafeltennis      | team (v)                   | 5 augustus |
| Goud     | Liu Shiying                                                                                 | Atletiek         | speerwerpen (v)            | 6 augustus |
| Goud     | Ma Long Fan Zhendong Xu Xin                                                                 | Tafeltennis      | team (m)                   | 6 augustus |
| Goud     | Xu Shixiao Sun Mengya                                                                       | Kanovaren        | C-2 500m (v)               | 7 augustus |
| Goud     | Cao Yuan                                                                                    | Schoonspringen   | 10m toren (m)              | 7 augustus |
|          |                                                                                             |                  |                            |            |
| Zilver   | Sheng Lihao                                                                                 | Schietsport      | 10m luchtgeweer (m)        | 25 juli    |
| Zilver   | Liao Qiuyun                                                                                 | Gewichtheffen    | -55kg (v)                  | 26 juli    |
| Zilver   | Xu Xin Liu Shiwen                                                                           | Tafeltennis      | dubbelspel (x)             | 26 juli    |
| Zilver   | Zhang Yufei                                                                                 | Zwemmen          | 100m vlinderslag (v)       | 26 juli    |
| Zilver   | Xiao Ruoteng                                                                                | Turnen           | meerkamp (m)               | 28 juli    |
| Zilver   | Sun Yingsha                                                                                 | Tafeltennis      | enkelspel (v)              | 29 juli    |
| Zilver   | Huang Yaqiong Zheng Siwei                                                                   | Badminton        | dubbelspel (x)             | 30 juli    |
| Zilver   | Liu Lingling                                                                                | Trampoline       | trampoline (v)             | 30 juli    |
| Zilver   | Fan Zhengdong                                                                               | Tafeltennis      | enkelspel (m)              | 30 juli    |
| Zilver   | Liu Yuchen Li Junhui                                                                        | Badminton        | dubbelspel (m)             | 31 juli    |
| Zilver   | Dong Dong                                                                                   | Trampoline       | trampoline (m)             | 31 juli    |
| Zilver   | Xu Jiayu Yan Zibei Yang Junxuan Zhang Yufei                                                 | Zwemmen          | 4x100m wisselslag (x)      | 31 juli    |
| Zilver   | Wang Han                                                                                    | Schoonspringen   | 3m plank (v)               | 1 augustus |
| Zilver   | Chen Long                                                                                   | Badminton        | enkelspel (m)              | 2 augustus |
| Zilver   | Chen Qingchen Jia Yifan                                                                     | Badminton        | dubbelspel (v)             | 2 augustus |
| Zilver   | You Hao                                                                                     | Turnen           | ringen (m)                 | 2 augustus |
| Zilver   | Wang Zheng                                                                                  | Atletiek         | kogelslingeren (v)         | 3 augustus |
| Zilver   | Tang Xijing                                                                                 | Turnen           | balk (v)                   | 3 augustus |
| Zilver   | Liu Hao Zheng Penfei                                                                        | Kanovaren        | C-2 1000m (m)              | 3 augustus |
| Zilver   | Wang Zongyuan                                                                               | Schoonspringen   | 3m plank (m)               | 3 augustus |
| Zilver   | Huang Xuechen Sun Wenyan                                                                    | Synchroonzwemmen | duet                       | 4 augustus |
| Zilver   | Zhu Yaming                                                                                  | Atletiek         | hink-stap-springen (m)     | 5 augustus |
| Zilver   | Chen Yuxi                                                                                   | Schoonspringen   | 10m toren (v)              | 5 augustus |
| Zilver   | Yin Xiaoyan                                                                                 | Karate           | -61kg (v)                  | 6 augustus |
| Zilver   | Pang Qianyu                                                                                 | Worstelen        | -53kg vrije stijl (v)      | 6 augustus |
| Zilver   | Gu Hong                                                                                     | Boksen           | weltergewicht (v)          | 7 augustus |
| Zilver   | Liu Hao                                                                                     | Kanovaren        | C-1 1000m (m)              | 7 augustus |
| Zilver   | Yang Jian                                                                                   | Schoonspringen   | 10m toren (m)              | 7 augustus |
| Zilver   | Huang Xuechen Sun Wenyan Guo Li Liang Xinping Yin Chengxin Feng Yu Xiao Yanning Wang Qianyi | Synchroonzwemmen | team                       | 7 augustus |
| Zilver   | Sun Yanan                                                                                   | Worstelen        | -50kg vrije stijl (v)      | 7 augustus |
| Zilver   | Li Qian                                                                                     | Boksen           | middengewicht (v)          | 8 augustus |
|          |                                                                                             |                  |                            |            |
| Brons    | Pang Wei                                                                                    | Schietsport      | 10m luchtpistool (m)       | 24 juli    |
| Brons    | Hang Haoran                                                                                 | Schietsport      | 10m luchtgeweer (m)        | 25 juli    |
| Brons    | Jiang Ranxin                                                                                | Schietsport      | 10m luchtpistool (v)       | 25 juli    |
| Brons    | Zhao Shuai                                                                                  | Taekwondo        | -68kg (m)                  | 25 juli    |
| Brons    | Lin Chaopan Sun Wei Xiao Ruoteng Zou Jingyuan                                               | Turnen           | meerkamp team (m)          | 26 juli    |
| Brons    | Wei Meng                                                                                    | Schietsport      | skeet (v)                  | 26 juli    |
| Brons    | Li Bingjie                                                                                  | Zwemmen          | 400m vrije slag (v)        | 26 juli    |
| Brons    | Zhang Zhiting Wan Jiyuan Yang Shuyu Wang Lili                                               | Basketbal        | 3x3 (v)                    | 28 juli    |
| Brons    | Liu Zhiyu Zhang Liang                                                                       | Roeien           | dubbel-twee (m)            | 28 juli    |
| Brons    | Guo Linlin Ju Rui Li Jingjing Miao Tian Wang Zifeng Wang Yuwei Xu Fei Zhang Min             | Roeien           | acht (v)                   | 30 juli    |
| Brons    | Xiao Jiaruixuan                                                                             | Schietsport      | 25m pistool (v)            | 30 juli    |
| Brons    | Bi Kun                                                                                      | Zeilen           | RS:X (m)                   | 31 juli    |
| Brons    | Xiao Ruoteng                                                                                | Turnen           | grond (m)                  | 2 augustus |
| Brons    | Li Yuehong                                                                                  | Schietsport      | 25m snelvuurpistool (m)    | 2 augustus |
| Brons    | Walihan Sailike                                                                             | Worstelen        | -60kg grieks-romeins (m)   | 2 augustus |
| Brons    | Zhou Qian                                                                                   | Worstelen        | -76kg vrije stijl (v)      | 2 augustus |
| Brons    | Liu Hong                                                                                    | Atletiek         | 20km snelwandelen (v)      | 6 augustus |
| Brons    | Gong Li                                                                                     | Karate           | +61kg (v)                  | 7 augustus |

## Atleten
Hieronder volgt een overzicht van de atleten die zich reeds hebben verzekerd van deelname aan de Olympische Zomerspelen 2020. Merk op dat reserves voor hockey, voetbal en waterpolo niet zijn meegerekend.
| sport            | vrouwen | mannen | totaal |
| ---------------- | ------- | ------ | ------ |
| Atletiek         | 27      | 23     | 50     |
| Badminton        | 8       | 6      | 14     |
| Basketbal        | 16      | 4      | 20     |
| Boksen           | 3       | 3      | 6      |
| Boogschieten     | 3       | 3      | 6      |
| Gewichtheffen    | 4       | 4      | 8      |
| Golf             | 2       | 2      | 4      |
| Gymnastiek       | 13      | 8      | 21     |
| Hockey           | 16      | 0      | 16     |
| Judo             | 8       | 6      | 14     |
| Kanovaren        | 11      | 7      | 18     |
| Klimsport        | 1       | 1      | 2      |
| Karate           | 2       | 0      | 2      |
| Moderne vijfkamp | 2       | 2      | 4      |
| Paardensport     | 0       | 6      | 6      |
| Roeien           | 21      | 7      | 28     |
| Rugby            | 13      | 0      | 13     |
| Schermen         | 7       | 5      | 12     |
| Schietsport      | 14      | 10     | 24     |
| Schoonspringen   | 5       | 5      | 10     |
| Skateboarden     | 2       | 0      | 2      |
| Synchroonzwemmen | 8       | 0      | 8      |
| Taekwondo        | 4       | 2      | 6      |
| Tafeltennis      | 3       | 3      | 6      |
| Tennis           | 5       | 0      | 5      |
| Triatlon         | 1       | 0      | 1      |
| Voetbal          | 18      | 0      | 18     |
| Volleybal        | 16      | 0      | 16     |
| Waterpolo        | 13      | 0      | 13     |
| Wielersport      | 5       | 3      | 8      |
| Worstelen        | 6       | 5      | 11     |
| Zeilen           | 7       | 5      | 12     |
| Zwemmen          | 19      | 11     | 30     |
| totaal           | 60      | 60     | 120    |

## Sporten

### Atletiek
Mannen
Loopnummers
| atleet                                            | onderdeel          | series | series | kwartfinale | kwartfinale | halve finale   | halve finale   | finale         | finale         |
| atleet                                            | onderdeel          | tijd   | rang   | tijd        | rang        | tijd           | rang           | tijd           | rang           |
| ------------------------------------------------- | ------------------ | ------ | ------ | ----------- | ----------- | -------------- | -------------- | -------------- | -------------- |
| Wu Zhiqiang                                       | 100 m              | bye    | bye    | 10,18       | 4           | niet geplaatst | niet geplaatst | niet geplaatst | niet geplaatst |
| Su Bingtian                                       | 100 m              | bye    | bye    | 10,05       | 2 Q         | 9,83           | 1 Q            | 9,98           | 6              |
| Xie Zhenye                                        | 100 m              | bye    | bye    | 10,16       | 5           | niet geplaatst | niet geplaatst | niet geplaatst | niet geplaatst |
| Xie Zhenye                                        | 200 m              | 20,34  | 4 q    | n.v.t.      | n.v.t.      | 20,45          | 7              | niet geplaatst | niet geplaatst |
| Xie Wenjun                                        | 110 m horden       | 13,51  | 4 Q    | n.v.t.      | n.v.t.      | 13,58          | 5              | niet geplaatst | niet geplaatst |
| Wang Kaihua                                       | 20 km snelwandelen | n.v.t. | n.v.t. | n.v.t.      | n.v.t.      | n.v.t.         | n.v.t.         | 1:22.03        | 7              |
| Jun Zhang                                         | 20 km snelwandelen | n.v.t. | n.v.t. | n.v.t.      | n.v.t.      | n.v.t.         | n.v.t.         | 1:22.16        | 8              |
| Cai Zelin                                         | 20 km snelwandelen | n.v.t. | n.v.t. | n.v.t.      | n.v.t.      | n.v.t.         | n.v.t.         | 1:26.39        | 26             |
| Bian Tongda                                       | 50 km snelwandelen | n.v.t. | n.v.t. | n.v.t.      | n.v.t.      | n.v.t.         | n.v.t.         | 3:52.01        | 7              |
| Wang Qin                                          | 50 km snelwandelen | n.v.t. | n.v.t. | n.v.t.      | n.v.t.      | n.v.t.         | n.v.t.         | 3:59.35        | 21             |
| Luo Yadong                                        | 50 km snelwandelen | n.v.t. | n.v.t. | n.v.t.      | n.v.t.      | n.v.t.         | n.v.t.         | 4:06.17        | 28             |
| Yang Shaohui                                      | marathon           | n.v.t. | n.v.t. | n.v.t.      | n.v.t.      | n.v.t.         | n.v.t.         | 2:14.58        | 19             |
| Peng Jianhua                                      | marathon           | n.v.t. | n.v.t. | n.v.t.      | n.v.t.      | n.v.t.         | n.v.t.         | 2:16.39        | 31             |
| Dong Guojian                                      | marathon           | n.v.t. | n.v.t. | n.v.t.      | n.v.t.      | n.v.t.         | n.v.t.         | 2:21.35        | 56             |
| Tang Xingqiang Xie Zhenye Su Bingtian Wu Zhiqiang | 4x100 m            | 37,92  | 1 Q    | n.v.t.      | n.v.t.      | n.v.t.         | n.v.t.         | 37,79          | Brons          |

Technische nummers
| atleet          | onderdeel            | kwalificaties | kwalificaties | finale         | finale         |
| atleet          | onderdeel            | afstand       | rang          | afstand        | rang           |
| --------------- | -------------------- | ------------- | ------------- | -------------- | -------------- |
| Wang Yu         | hoogspringen         | 2,21          | 17            | niet geplaatst | niet geplaatst |
| Fang Yaoqing    | hink-stap-springen   | 16,84         | 10 q          | 17,01          | 8              |
| Zhu Yaming      | hink-stap-springen   | 17,11         | 3 Q           | 17,57          | Zilver         |
| Wu Ruiting      | hink-stap-springen   | 16,73         | 14            | niet geplaatst | niet geplaatst |
| Huang Bokai     | polsstokhoogspringen | 5,50          | 21            | niet geplaatst | niet geplaatst |
| Wang Jianan     | verspringen          | 7,81          | 20            | niet geplaatst | niet geplaatst |
| Huang Changzhou | verspringen          | 7,96          | 11 q          | 7,72           | 10             |
| Gao Xinglong    | verspringen          | 7,86          | 17            | niet geplaatst | niet geplaatst |

Vrouwen
Loopnummers
| atlete                                                                        | onderdeel           | series  | series | kwartfinale | kwartfinale | halve finale   | halve finale   | finale         | finale         |
| atlete                                                                        | onderdeel           | tijd    | rang   | tijd        | rang        | tijd           | rang           | tijd           | rang           |
| ----------------------------------------------------------------------------- | ------------------- | ------- | ------ | ----------- | ----------- | -------------- | -------------- | -------------- | -------------- |
| Ge Manqi                                                                      | 100 m               | bye     | bye    | 11,20       | 4 q         | 11,22          | 7              | niet geplaatst | niet geplaatst |
| Liang Xiaojing                                                                | 100 m               | bye     | bye    | 11,40       | 5           | niet geplaatst | niet geplaatst | niet geplaatst | niet geplaatst |
| Wei Yongli                                                                    | 100 m               | bye     | bye    | 11,48       | 6           | niet geplaatst | niet geplaatst | niet geplaatst | niet geplaatst |
| Wang Chunyu                                                                   | 800 m               | 2.00,05 | 3 Q    | n.v.t.      | n.v.t.      | 1.59,14        | 2 Q            | 1.57,00        | 5              |
| Chen Jiamin                                                                   | 100 m horden        | 13,09   | 5      | n.v.t.      | n.v.t.      | niet geplaatst | niet geplaatst | niet geplaatst | niet geplaatst |
| Xu Shuangshuang                                                               | 3000 m steeplechase | 9.34,92 | 8      | n.v.t.      | n.v.t.      | n.v.t.         | n.v.t.         | niet geplaatst | niet geplaatst |
| Liu Hong                                                                      | 20 km snelwandelen  | n.v.t.  | n.v.t. | n.v.t.      | n.v.t.      | n.v.t.         | n.v.t.         | 1:29.57        | Brons          |
| Qieyang Shenjie                                                               | 20 km snelwandelen  | n.v.t.  | n.v.t. | n.v.t.      | n.v.t.      | n.v.t.         | n.v.t.         | 1:31.04        | 7              |
| Yang Jiayu                                                                    | 20 km snelwandelen  | n.v.t.  | n.v.t. | n.v.t.      | n.v.t.      | n.v.t.         | n.v.t.         | 1:31.54        | 12             |
| Zhang Deshun                                                                  | marathon            | n.v.t.  | n.v.t. | n.v.t.      | n.v.t.      | n.v.t.         | n.v.t.         | 2:37.45        | 47             |
| Li Zhixuan                                                                    | marathon            | n.v.t.  | n.v.t. | n.v.t.      | n.v.t.      | n.v.t.         | n.v.t.         | 2:45.23        | 62             |
| Bai Li                                                                        | marathon            | n.v.t.  | n.v.t. | n.v.t.      | n.v.t.      | n.v.t.         | n.v.t.         | 2:49.21        | 67             |
| Liang Xiaojing(S-F) Ge Manqi(S-F) Huang Guifen(S-F) Li Yuting Wei Yongli(S-F) | 4x100 m             | 42,82   | 3 Q    | n.v.t.      | n.v.t.      | n.v.t.         | n.v.t.         | 42,71          | 6              |

Technische nummers
| atlete       | onderdeel            | kwalificaties       | kwalificaties       | finale         | finale         |
| atlete       | onderdeel            | afstand             | rang                | afstand        | rang           |
| ------------ | -------------------- | ------------------- | ------------------- | -------------- | -------------- |
| Su Xinyue    | discuswerpen         | 58,90               | 20                  | niet geplaatst | niet geplaatst |
| Chen Yang    | discuswerpen         | 62,72               | 9 q                 | 61,57          | 10             |
| Feng Bin     | discuswerpen         | 60,45               | 17                  | niet geplaatst | niet geplaatst |
| Luo Na       | kogelslingeren       | 69,86               | 15                  | niet geplaatst | niet geplaatst |
| Wang Zheng   | kogelslingeren       | 74,29               | 2 Q                 | 77,03          | Zilver         |
| Gong Lijiao  | kogelstoten          | 19,46               | 1 Q                 | 20,58          | Goud           |
| Song Jiayuan | kogelstoten          | 19,23               | 2 Q                 | 19,14          | 5              |
| Gao Yang     | kogelstoten          | 18,80               | 7 Q                 | 18,67          | 10             |
| Xu Huiqin    | polsstokhoogspringen | 4,55                | 13 q                | 4,50           | 8              |
| Li Ling      | polsstokhoogspringen | geen geldige poging | geen geldige poging | niet geplaatst | niet geplaatst |
| Lü Huihui    | speerwerpen          | 61,99               | 7 q                 | 63,41          | 5              |
| Liu Shiying  | speerwerpen          | 61,95               | 9 q                 | 66,34          | Goud           |

Meerkamp
| atlete       | onderdeel | onderdeel | 100 h | hs   | ks    | 200 m | vs   | sw    | 800 m   | totaal | rang |
| ------------ | --------- | --------- | ----- | ---- | ----- | ----- | ---- | ----- | ------- | ------ | ---- |
| Zheng Ninali | zevenkamp | res.      | 13,27 | 1,80 | 13,55 | 24,56 | 6,12 | 42,60 | 2.10,35 | 6318   | 10   |
| Zheng Ninali | zevenkamp | pnt.      | 1084  | 978  | 764   | 928   | 887  | 717   | 960     | 6318   | 10   |

### Badminton
Mannen
| atleet                | onderdeel  | groepsfase                      | groepsfase                            | groepsfase                           | groepsfase | eliminatie                    | kwartfinale                                      | halve finale                      | finale / BM                       | finale / BM |
| atleet                | onderdeel  | tegenstander uitslag            | tegenstander uitslag                  | tegenstander uitslag                 | rang       | tegenstander uitslag          | tegenstander uitslag                             | tegenstander uitslag              | tegenstander uitslag              | rang        |
| --------------------- | ---------- | ------------------------------- | ------------------------------------- | ------------------------------------ | ---------- | ----------------------------- | ------------------------------------------------ | --------------------------------- | --------------------------------- | ----------- |
| Shi Yuqi              | enkelspel  | M Abela W (21-8, 21-9)          | S Opti teruggetrokken                 | n.v.t.                               | 1 Q        | J Christie W (21-11, 21-9)    | V Axelsen V (13-21, 13-21)                       | niet geplaatst                    | niet geplaatst                    | 5           |
| Chen Long             | enkelspel  | R Must W (21-10, 21-9)          | P Abían W (21-11, 21-10)              | n.v.t.                               | 1 Q        | Lee Z J W (8-21, 21-19, 21-5) | Chou T-c W (21-14, 9-21, 21-14)                  | A S Ginting W (21-16, 21-11)      | V Axelsen V (15-21, 12-21)        | Zilver      |
| Li Junhui Liu Yunchen | dubbelspel | P Chew / R Chew W (21-9, 21-17) | M Lamsfuß / M Seidel W (21-14, 21-13) | T Kamura / K Sonoda W (21-14, 21-16) | 1 Q        | n.v.t.                        | K Astrup / A S Rasmussen W (12-21, 21-14, 21-19) | A Chia / Soh W Y W (24-22, 21-13) | Lee Y / Wang C-l V (21-18, 21-12) | Zilver      |

Vrouwen
| atlete                  | onderdeel  | groepsfase                                    | groepsfase                               | groepsfase                                 | groepsfase | eliminatie                      | kwartfinale                                    | halve finale                        | finale / BM                         | finale / BM |
| atlete                  | onderdeel  | tegenstander uitslag                          | tegenstander uitslag                     | tegenstander uitslag                       | rang       | tegenstander uitslag            | tegenstander uitslag                           | tegenstander uitslag                | tegenstander uitslag                | rang        |
| ----------------------- | ---------- | --------------------------------------------- | ---------------------------------------- | ------------------------------------------ | ---------- | ------------------------------- | ---------------------------------------------- | ----------------------------------- | ----------------------------------- | ----------- |
| Chen Yufei              | enkelspel  | D Hany W (21–5, 21-3)                         | N Yiğit W (21-14, 21-9)                  | n.v.t.                                     | 1 Q        | bye                             | An S-y W (21-18, 21-19)                        | He B W (21-16, 13-21, 21-12)        | Tai T-y W (21-18, 19-21, 21-18)     | Goud        |
| He Bingjiao             | enkelspel  | F N Abdul Razzaq W (21–6, 21-3)               | S Aghaei W (21-11, 21-3)                 | n.v.t.                                     | 1 Q        | B Zhang W (14-21, 9-7 (opgave)) | N Okuhara W (13-21, 21-13, 21-14)              | Chen Y V (16-21, 21-13, 12-21)      | P V Sindhu V (13-21, 15-21)         | 4           |
| Li Yinhui Du Yue        | dubbelspel | M Fruergaard / S Thygesen W (21–13, 21-15)    | S Mapasa / G Sommerville W (21-9, 21-12) | Lee S-h / Shin S-c V (19-21, 12-21)        | 1 Q        | n.v.t.                          | G Polii / A Rahayu V (15-21, 22-20, 17-21)     | niet geplaatst                      | niet geplaatst                      | 5           |
| Chen Qingchen Jia Yifan | dubbelspel | J Kittiharakul / R Prajongjai W (21–6, 21-10) | G Stoeva / S Stoeva W (21-18, 21-15)     | Kim S-y / Kong H-y W (19-21, 21-16, 21–14) | 1 Q        | n.v.t.                          | Y Fukushima / S Hirota W (18-21, 21-10, 21-10) | Kim S-y / Kong H-y W (21-15, 21-11) | G Polii / A Rahayu V (19-21, 15-21) | Zilver      |

Gemengd
| atleet                    | onderdeel  | groepsfase                               | groepsfase                           | groepsfase                          | groepsfase | eliminatie           | kwartfinale                               | halve finale                                 | finale / BM                           | finale / BM |
| atleet                    | onderdeel  | tegenstander uitslag                     | tegenstander uitslag                 | tegenstander uitslag                | rang       | tegenstander uitslag | tegenstander uitslag                      | tegenstander uitslag                         | tegenstander uitslag                  | rang        |
| ------------------------- | ---------- | ---------------------------------------- | ------------------------------------ | ----------------------------------- | ---------- | -------------------- | ----------------------------------------- | -------------------------------------------- | ------------------------------------- | ----------- |
| Zheng Siwei Huang Yaqiong | dubbelspel | A H Elgamal / D Hany W (21-5, 21-10)     | R Tabeling / S Piek W (21-15, 22-20) | Seo S-j / Chae Y-j W (21-14, 21-17) | 1 Q        | n.v.t.               | P Jordan / M D Oktaviani W (21-17, 21-15) | Tse / Tang W (21-16, 21-12)                  | Huang Wang V (21-17, 17-21, 21-19)    | Zilver      |
| Wang Yilyu Huang Dongping | dubbelspel | M Lamsfuß / I Herttrich W (24-22, 21-17) | Tang C M / Tse Y S W (21-12, 21-18)  | Chan P S / Goh L Y W (21-13, 21-19) | 1          | n.v.t.               | Chae / Seo W (21-9, 21-16)                | Watanabe / Higashino W (21-23, 21-15, 21-14) | Huang / Zheng W (21-17, 17-21, 21-19) | Goud        |

### Basketbal

#### 3x3
Mannen
| Olympiër                                | Discipline | Resultaat | Prestatie |
| --------------------------------------- | ---------- | --------- | --------- |
| Li Haonan Hu Jinqiu Yan Peng Gao Shiyan | 3x3        | 8         | zie onder |

| Groep |                 |             |             |             |            |            |            |        |
| #     | Land            | Wedstrijden | Wedstrijden | Wedstrijden | Doelpunten | Doelpunten | Doelpunten | Punten |
| #     | Land            | GW          | W           | V           | V          | T          | Saldo      | Punten |
| 1     | Servië          | 7           | 7           | 0           | 138        | 91         | +47        | 14     |
| 2     | België          | 7           | 4           | 3           | 126        | 127        | -1         | 8      |
| 3     | Letland         | 7           | 4           | 3           | 133        | 129        | +4         | 8      |
| 4     | Nederland       | 7           | 4           | 3           | 132        | 129        | +3         | 8      |
| 5     | Russische ploeg | 7           | 3           | 4           | 116        | 125        | -9         | 6      |
| 6     | Japan           | 7           | 2           | 5           | 123        | 134        | -11        | 4      |
| 7     | Polen           | 7           | 2           | 5           | 120        | 130        | -10        | 4      |
| 8     | China           | 7           | 2           | 5           | 119        | 142        | -23        | 4      |

| Ronde        | Datum          | Lokale tijd    | MEZT           | Land            | Score          | Land           |
| ------------ | -------------- | -------------- | -------------- | --------------- | -------------- | -------------- |
| groepsfase   | 24 juli        | 12:00          | 05:00          | Servië          | 22 - 13        | China          |
| groepsfase   | 24 juli        | 15:00          | 08:00          | Russische ploeg | 21 - 13        | China          |
| groepsfase   | 25 juli        | 15:00          | 08:00          | Letland         | 18 - 17        | China          |
| groepsfase   | 25 juli        | 22:00          | 15:00          | Nederland       | 21 - 18        | China          |
| groepsfase   | 26 juli        | 11:35          | 04:35          | China           | 21 - 20        | België         |
| groepsfase   | 26 juli        | 19:05          | 12:05          | China           | 21 - 19        | Polen          |
| groepsfase   | 27 juli        | 15:05          | 08:05          | Japan           | 21 - 16        | China          |
|              |                |                |                |                 |                |                |
| kwartfinale  | niet geplaatst | niet geplaatst | niet geplaatst | niet geplaatst  | niet geplaatst | niet geplaatst |
|              |                |                |                |                 |                |                |
| halve finale | niet geplaatst | niet geplaatst | niet geplaatst | niet geplaatst  | niet geplaatst | niet geplaatst |
|              |                |                |                |                 |                |                |
| finale       | niet geplaatst | niet geplaatst | niet geplaatst | niet geplaatst  | niet geplaatst | niet geplaatst |

Vrouwen
| Olympiër                                      | Discipline | Resultaat | Prestatie |
| --------------------------------------------- | ---------- | --------- | --------- |
| Zhang Zhiting Wan Jiyuan Yang Shuyu Wang Lili | 3x3        | Brons     | zie onder |

| Groep |                  |             |             |             |            |            |            |        |
| #     | Land             | Wedstrijden | Wedstrijden | Wedstrijden | Doelpunten | Doelpunten | Doelpunten | Punten |
| #     | Land             | GW          | W           | V           | V          | T          | Saldo      | Punten |
| 1     | Verenigde Staten | 7           | 6           | 1           | 136        | 98         | +38        | 12     |
| 2     | Russische ploeg  | 7           | 5           | 2           | 129        | 90         | +39        | 10     |
| 3     | China            | 7           | 5           | 2           | 127        | 97         | +30        | 10     |
| 4     | Japan            | 7           | 5           | 2           | 130        | 97         | +33        | 10     |
| 5     | Frankrijk        | 7           | 4           | 3           | 118        | 116        | +2         | 8      |
| 6     | Italië           | 7           | 2           | 5           | 98         | 125        | -27        | 4      |
| 7     | Roemenië         | 7           | 1           | 6           | 89         | 142        | -53        | 2      |
| 8     | Mongolië         | 7           | 0           | 7           | 79         | 141        | -62        | 0      |

| Ronde             | Datum   | Lokale tijd | MEZT  | Land             | Score   | Land      |
| ----------------- | ------- | ----------- | ----- | ---------------- | ------- | --------- |
| groepsfase        | 24 juli | 10:40       | 03:40 | China            | 21 - 10 | Roemenië  |
| groepsfase        | 24 juli | 14:00       | 07:00 | Russische ploeg  | 19 - 9  | China     |
| groepsfase        | 25 juli | 14:25       | 07:25 | China            | 22 - 13 | Italië    |
| groepsfase        | 25 juli | 21:00       | 14:00 | China            | 20 - 13 | Frankrijk |
| groepsfase        | 26 juli | 10:15       | 03:15 | China            | 15 - 12 | Japan     |
| groepsfase        | 26 juli | 21:00       | 14:00 | Verenigde Staten | 21 - 19 | China     |
| groepsfase        | 27 juli | 13:55       | 06:55 | China            | 21 - 9  | Mongolië  |
|                   |         |             |       |                  |         |           |
| kwartfinale       | 27 juli | 20:30       | 13:30 | China            | 19 - 13 | Italië    |
|                   |         |             |       |                  |         |           |
| halve finale      | 28 juli | 18:10       | 11:10 | Russische ploeg  | 21 - 14 | China     |
|                   |         |             |       |                  |         |           |
| finale voor brons | 28 juli | 20:45       | 13:45 | China            | 16 - 14 | Frankrijk |

#### Team
Vrouwen
| Olympiër | Discipline | Resultaat | Prestatie |
| --- | ---------- | --------- | --------- |
| Huang Sijing Li Meng Li Yuan Zhang Ru Han Xu Shao Ting Pan Zhenqi Li Yueru Yang Liwei Sun Mengran Wang Siyu Wu Tongtong | team       | 5         | zie onder |

| Groep |             |             |             |             |             |            |            |            |        |
| #     | Land        | Wedstrijden | Wedstrijden | Wedstrijden | Wedstrijden | Doelpunten | Doelpunten | Doelpunten | Punten |
| #     | Land        | GW          | W           | G           | V           | V          | T          | Saldo      | Punten |
| 1     | China       | 3           | 3           | 0           | 0           | 247        | 191        | +56        | 6      |
| 2     | België      | 3           | 2           | 0           | 1           | 234        | 196        | +38        | 5      |
| 3     | Australië   | 3           | 1           | 0           | 2           | 240        | 230        | +10        | 4      |
| 4     | Puerto Rico | 3           | 0           | 0           | 3           | 176        | 280        | -104       | 3      |

| Ronde           | Datum           | Lokale tijd    | MEZT           | Land           | Score          | Land           |  |
| --------------- | --------------- | -------------- | -------------- | -------------- | -------------- | -------------- |  |
| groepsfase      |                 |                |                |                |                |                |  |
| 27 juli 2021    | 21:00           | 14:00          | China          | 97 - 55        | Puerto Rico    |                |  |
| 30 juli 2021    | 21:00           | 14:00          | China          | 76 - 74        | Australië      |                |  |
| 2 augustus 2021 | 17:20           | 10:20          | China          | 74 - 62        | België         |                |  |
|                 |                 |                |                |                |                |                |  |
| kwartfinale     | 4 augustus 2021 | 10:00          | 03:00          | Servië         | 77 - 70        | China          |  |
|                 |                 |                |                |                |                |                |  |
| halve finale    | niet geplaatst  | niet geplaatst | niet geplaatst | niet geplaatst | niet geplaatst | niet geplaatst |  |
|                 |                 |                |                |                |                |                |  |
| finale          | niet geplaatst  | niet geplaatst | niet geplaatst | niet geplaatst | niet geplaatst | niet geplaatst |  |

### Boksen
Mannen
| atleet                     | onderdeel        | eerste ronde         | tweede ronde         | kwartfinale          | halve finale         | finale               | finale         |
| atleet                     | onderdeel        | tegenstander uitslag | tegenstander uitslag | tegenstander uitslag | tegenstander uitslag | tegenstander uitslag | rang           |
| -------------------------- | ---------------- | -------------------- | -------------------- | -------------------- | -------------------- | -------------------- | -------------- |
| Hu Jianguan                | vlieggewicht     | Alakhverdovi W 5 - 0 | Tanaka V 1 - 3       | niet geplaatst       | niet geplaatst       | niet geplaatst       | niet geplaatst |
| Tanglatihan Tuohetaerbieke | middengewicht    | Kumar W 5 - 0        | Conceição V 3 - 2    | niet geplaatst       | niet geplaatst       | niet geplaatst       | niet geplaatst |
| Chen Daxiang               | halfzwaargewicht | Negmatulloev W 4 - 0 | Machado V 5 - 0      | niet geplaatst       | niet geplaatst       | niet geplaatst       | niet geplaatst |

Vrouwen
| atlete     | onderdeel     | eerste ronde         | tweede ronde         | kwartfinale          | halve finale          | finale               | finale         |
| atlete     | onderdeel     | tegenstander uitslag | tegenstander uitslag | tegenstander uitslag | tegenstander uitslag  | tegenstander uitslag | rang           |
| ---------- | ------------- | -------------------- | -------------------- | -------------------- | --------------------- | -------------------- | -------------- |
| Chang Yuan | vlieggewicht  | bye                  | Davison W 5 - 0      | Petrova V 4 - 1      | niet geplaatst        | niet geplaatst       | niet geplaatst |
| Gu Hong    | weltergewicht | bye                  | Manikon W 5 - 0      | Panguana W 5 - 0     | Jones W 4 - 1         | Sürmeneli V 3 - 0    | Zilver         |
| Li Qian    | middengewicht | n.v.t.               | O'Rourke W 5 - 0     | Rani W 5 - 0         | Magomedalieva W 5 - 0 | Price V 5 - 0        | Zilver         |

### Boogschieten
Mannen
| atleet                             | onderdeel   | plaatsingsronde | plaatsingsronde | eerste ronde              | tweede ronde         | derde ronde          | kwartfinale            | halve finale         | finale / BM          | finale / BM |
| atleet                             | onderdeel   | score           | rang            | tegenstander uitslag      | tegenstander uitslag | tegenstander uitslag | tegenstander uitslag   | tegenstander uitslag | tegenstander uitslag | rang        |
| ---------------------------------- | ----------- | --------------- | --------------- | ------------------------- | -------------------- | -------------------- | ---------------------- | -------------------- | -------------------- | ----------- |
| Wei Shaoxuan                       | individueel | 674             | 7               | D Piñeda W 6 – 0          | T Worth V 4 – 6      | niet geplaatst       | niet geplaatst         | niet geplaatst       | niet geplaatst       | 17          |
| Li Jialun                          | individueel | 669             | 11              | Baatarkhuyagiin O W 6 – 4 | J De Smedt W 6 – 5   | I Abdullin W 6 – 5   | T Furukawa V 0 – 6     | niet geplaatst       | niet geplaatst       | 5           |
| Wang Dapeng                        | individueel | 668             | 13              | S Mussayev W 6 – 4        | K A Mohamed V 5 – 6  | niet geplaatst       | niet geplaatst         | niet geplaatst       | niet geplaatst       | 17          |
| Wang Dapeng Li Jialun Wei Shaoxuan | team        | 2011            | 3               | bye                       | n.v.t.               | n.v.t.               | Chinees Taipei V 1 – 5 | niet geplaatst       | niet geplaatst       | 5           |

Vrouwen
| atleet                               | onderdeel   | plaatsingsronde | plaatsingsronde | eerste ronde          | tweede ronde         | derde ronde          | kwartfinale          | halve finale         | finale / BM          | finale / BM |
| atleet                               | onderdeel   | score           | rang            | tegenstander uitslag  | tegenstander uitslag | tegenstander uitslag | tegenstander uitslag | tegenstander uitslag | tegenstander uitslag | rang        |
| ------------------------------------ | ----------- | --------------- | --------------- | --------------------- | -------------------- | -------------------- | -------------------- | -------------------- | -------------------- | ----------- |
| Yang Xiaolei                         | individueel | 654             | 14              | A Mîrca W 6 – 0       | Y Anagöz V 2 – 6     | niet geplaatst       | niet geplaatst       | niet geplaatst       | niet geplaatst       | 17          |
| Wu Jiaxin                            | individueel | 652             | 18              | N Folkard W 6 – 2     | S Bettles W 6 – 2    | M Nakamura W 7 – 1   | L Boari V 2 – 6      | niet geplaatst       | niet geplaatst       | 5           |
| Long Xiaoqing                        | individueel | 646             | 28              | M Amăistroaie W 6 – 2 | M Brown V 0 – 6      | niet geplaatst       | niet geplaatst       | niet geplaatst       | niet geplaatst       | 17          |
| Long Xiaoqing Wu Jiaxin Yang Xiaolei | team        | 1952            | 5               | Wit-Rusland V 3 – 5   | n.v.t.               | n.v.t.               | niet geplaatst       | niet geplaatst       | niet geplaatst       | 9           |

Gemengd
| atlete                    | onderdeel | plaatsingsronde | plaatsingsronde | eerste ronde             | kwartfinale          | halve finale         | finale / BM          | finale / BM |
| atlete                    | onderdeel | score           | rang            | tegenstander uitslag     | tegenstander uitslag | tegenstander uitslag | tegenstander uitslag | rang        |
| ------------------------- | --------- | --------------- | --------------- | ------------------------ | -------------------- | -------------------- | -------------------- | ----------- |
| Yang Xiaolei Wei Shaoxuan | team      | 1328            | 5               | Groot-Brittannië V 3 – 5 | niet geplaatst       | niet geplaatst       | niet geplaatst       | 9           |

### Gewichtheffen
Mannen
| atleet      | onderdeel | trekken | trekken | stoten | stoten | totaal | rang |
| atleet      | onderdeel | score   | rang    | score  | rang   | totaal | rang |
| ----------- | --------- | ------- | ------- | ------ | ------ | ------ | ---- |
| Li Fabin    | -61 kg    | 141     | 1       | 172 OR | 1      | 313 OR | Goud |
| Chen Lijun  | -67 kg    | 145     | 4       | 187 OR | 1      | 332 OR | Goud |
| Shi Zhiyong | -73 kg    | 166 OR  | 1       | 198 OR | 1      | 364 WR | Goud |
| Lu Xiaojun  | -81 kg    | 170 OR  | 1       | 204 OR | 1      | 374 OR | Goud |

Vrouwen
| atleet      | onderdeel | trekken | trekken | stoten | stoten | totaal | rang   |
| atleet      | onderdeel | score   | rang    | score  | rang   | totaal | rang   |
| ----------- | --------- | ------- | ------- | ------ | ------ | ------ | ------ |
| Hou Zhihui  | -49 kg    | 94 OR   | 1       | 116 OR | 1      | 210 OR | Goud   |
| Liao Qiuyun | -55 kg    | 97      | 2       | 126    | 2      | 223    | Zilver |
| Wang Zhouyu | -87 kg    | 120     | 1       | 150    | 1      | 270    | Goud   |
| Li Wenwen   | +87 kg    | 140 OR  | 1       | 180 OR | 1      | 320 OR | Goud   |

### Golf
Mannen
| atleet      | onderdeel | eerste ronde | tweede ronde | derde ronde | vierde ronde | totaal | totaal | totaal |
| atleet      | onderdeel | score        | score        | score       | score        | score  | par    | rang   |
| ----------- | --------- | ------------ | ------------ | ----------- | ------------ | ------ | ------ | ------ |
| Wu Ashun    | mannen    | 72           | 71           | 67          | 66           | 276    | -8     | 32     |
| Yuan Yechun | mannen    | 69           | 68           | 70          | 71           | 278    | -6     | 38     |

Vrouwen
| atleet        | onderdeel | eerste ronde | tweede ronde | derde ronde | vierde ronde | totaal | totaal | totaal |
| atleet        | onderdeel | score        | score        | score       | score        | score  | par    | rang   |
| ------------- | --------- | ------------ | ------------ | ----------- | ------------ | ------ | ------ | ------ |
| Feng Shanshan | vrouwen   | 74           | 64           | 68          | 67           | 273    | -11    | 8      |
| Lin Xiyu      | vrouwen   | 71           | 66           | 69          | 68           | 274    | -10    | 9      |

### Gymnastiek

#### Turnen
Mannen
| atleet       | onderdeel | kwalificatie | kwalificatie | kwalificatie | kwalificatie | kwalificatie | kwalificatie | kwalificatie | kwalificatie | finale  | finale  | finale  | finale  | finale  | finale  | finale  | finale  |
| atleet       | onderdeel | toestel      | toestel      | toestel      | toestel      | toestel      | toestel      | totaal       | positie      | toestel | toestel | toestel | toestel | toestel | toestel | totaal  | positie |
| atleet       | onderdeel | vloer        | voltige      | ringen       | sprong       | brug         | rekstok      | totaal       | positie      | vloer   | voltige | ringen  | sprong  | brug    | rekstok | totaal  | positie |
| ------------ | --------- | ------------ | ------------ | ------------ | ------------ | ------------ | ------------ | ------------ | ------------ | ------- | ------- | ------- | ------- | ------- | ------- | ------- | ------- |
| Lin Chaopan  | team      | 13.966       | 14.100       | 13.433       | 14.666       | 14.733       | 14.200       | 85.098       | 12           | 13.166  | -       | -       | 14.733  | -       | 14.133  | n.v.t.  | n.v.t.  |
| Sun Wei      | team      | 14,333       | 14,833 Q     | 14,233       | 14,766       | 15,133       | 14,000       | 87,298       | 4 Q          | 14.366  | 15.000  | 14.233  | 14.866  | 14.800  | 14.200  | n.v.t.  | n.v.t.  |
| Xiao Ruoteng | team      | 14,866 Q     | 14,300       | 14,200       | 14,700       | 15,400       | 14,266       | 87,732       | 3 Q          | 14.600  | 14.166  | 14.366  | 14.733  | 14.933  | 14.333  | n.v.t.  | n.v.t.  |
| Zou Jingyuan | team      | -            | 14.600       | -            | -            | 16.166 Q     | -            | n.v.t.       | n.v.t.       | -       | 14.800  | 15.000  | -       | 15.466  | -       | n.v.t.  | n.v.t.  |
| Totaal       | team      | 43.165       | 43.733       | 41.866       | 44.132       | 46.699       | 42.466       | 262.061      | 2 Q          | 42.132  | 43.966  | 43.599  | 44.332  | 45.199  | 42.666  | 261.894 | Brons   |

| atleet       | onderdeel    | kwalificaties | kwalificaties | finale | finale |
| atleet       | onderdeel    | score         | rang          | score  | rang   |
| ------------ | ------------ | ------------- | ------------- | ------ | ------ |
| Liu Yang     | ringen       | 15.300        | 2 Q           | 15.500 | Goud   |
| You Hao      | ringen       | 14.800        | 8             | 15.300 | Zilver |
| You Hao      | brug         | 15.666        | 3 Q           | 15.466 | 4      |
| Zou Jingyuan | brug         | zie boven     | zie boven     | 16.233 | Goud   |
| Sun Wei      | paardvoltige | zie boven     | zie boven     | 13.066 | 8      |
| Sun Wei      | meerkamp     | zie boven     | zie boven     | 87.798 | 4      |
| Xiao Ruoteng | meerkamp     | zie boven     | zie boven     | 88.065 | Zilver |
| Xiao Ruoteng | grond        | zie boven     | zie boven     | 14.766 | Brons  |

Vrouwen
| atlete      | onderdeel | kwalificatie | kwalificatie | kwalificatie | kwalificatie | kwalificatie | kwalificatie | finale  | finale  | finale  | finale  | finale  | finale  |
| atlete      | onderdeel | toestel      | toestel      | toestel      | toestel      | totaal       | positie      | toestel | toestel | toestel | toestel | totaal  | positie |
| atlete      | onderdeel | sprong       | brug         | balk         | vloer        | totaal       | positie      | sprong  | brug    | balk    | vloer   | totaal  | positie |
| ----------- | --------- | ------------ | ------------ | ------------ | ------------ | ------------ | ------------ | ------- | ------- | ------- | ------- | ------- | ------- |
| Lu Yufei    | team      | 13.600       | 14.700 Q     | 14.100       | 12.666       | 55.066       | 14 Q         | -       | 13.333  | 13.966  | 13.166  | n.v.t.  | n.v.t.  |
| Ou Yushan   | team      | 13.633       | 13.500       | 13.933       | -            | n.v.t.       | n.v.t.       | 12.700  | 13.233  | -       | -       | n.v.t.  | n.v.t.  |
| Tang Xijing | team      | 14.300       | 14.433       | 14.333 Q     | 13.366       | 56.432       | 8 Q          | 12.600  | 14.500  | 13.733  | 12.866  | n.v.t.  | n.v.t.  |
| Zhang Jin   | team      | 14.433       | 13.100       | 13.966       | 13.433       | 54.932       | 15           | 14.066  | -       | 13.900  | 13.133  | n.v.t.  | n.v.t.  |
| Totaal      | team      | 42.366       | 42.633       | 42.399       | 39.465       | 166.863      | 3 Q          | 39.366  | 41.066  | 41.599  | 39.165  | 161.196 | 7       |

Vrouwen
| atlete        | onderdeel | kwalificaties | kwalificaties | finale | finale |
| atlete        | onderdeel | score         | rang          | score  | rang   |
| ------------- | --------- | ------------- | ------------- | ------ | ------ |
| Fan Yilin     | brug      | 14.600        | 9 Q           | 13.900 | 7      |
| Lu Yufei      | brug      | zie boven     | zie boven     | 14.400 | 4      |
| Lu Yufei      | meerkamp  | zie boven     | zie boven     | 52.799 | 18     |
| Tang Xijing   | meerkamp  | zie boven     | zie boven     | 54.498 | 7      |
| Tang Xijing   | balk      | zie boven     | zie boven     | 14.233 | Zilver |
| Guan Chenchen | balk      | 14.933        | 1 Q           | 14.633 | Goud   |

#### Ritmisch
| atlete                                                 | onderdeel | kwalificaties | kwalificaties        | kwalificaties | kwalificaties | finale   | finale               | finale | finale |
| atlete                                                 | onderdeel | 5 linten      | 3 knotsen, 2 hoepels | totaal        | rang          | 5 linten | 3 knotsen, 2 hoepels | totaal | rang   |
| ------------------------------------------------------ | --------- | ------------- | -------------------- | ------------- | ------------- | -------- | -------------------- | ------ | ------ |
| Guo Qiqi Hao Ting Huang Zhangjiayang Liu Xin Xu Yanshu | team      | 41.600        | 42.000               | 83.600        | 3 Q           | 42.150   | 42.400               | 84.550 | 4      |

#### Trampoline
Mannen
| atleet    | onderdeel  | kwalificaties | kwalificaties | finale         | finale         |
| atleet    | onderdeel  | score         | rang          | score          | rang           |
| --------- | ---------- | ------------- | ------------- | -------------- | -------------- |
| Dong Dong | trampoline | 111.650       | 5 Q           | 61.235         | Zilver         |
| Gao Lei   | trampoline | 62.820        | 14            | niet geplaatst | niet geplaatst |

Vrouwen
| atlete       | onderdeel  | kwalificaties | kwalificaties | finale | finale |
| atlete       | onderdeel  | score         | rang          | score  | rang   |
| ------------ | ---------- | ------------- | ------------- | ------ | ------ |
| Liu Lingling | trampoline | 105.470       | 1 Q           | 56.350 | Zilver |
| Zhu Xueying  | trampoline | 105.300       | 2 Q           | 56.635 | Goud   |

### Hockey
Vrouwen
| Olympiër | Onderdeel | Resultaat  | Prestatie |
| --- | --------- | ---------- | --------- |
| Peng Yang Luo Tiantian Liu Meng Li Hong Liang Meiyu Zhong Jiaqi Chen Yi Li Donxiao Ou Zixia Zhang Xiaoxue Wang Na Zhang Jinrong Cui Qiuxia Chen Yang Gu Bingfeng Zhang Ying | vrouwen   | groepsfase | zie onder |

| Groep |               |             |             |             |             |            |            |            |        |
| #     | Land          | Wedstrijden | Wedstrijden | Wedstrijden | Wedstrijden | Doelpunten | Doelpunten | Doelpunten | Punten |
| #     | Land          | GW          | W           | G           | V           | V          | T          | Saldo      | Punten |
| 1     | Australië     | 5           | 5           | 0           | 0           | 13         | 1          | +12        | 15     |
| 2     | Spanje        | 5           | 3           | 0           | 2           | 9          | 8          | +1         | 9      |
| 3     | Argentinië    | 5           | 3           | 0           | 2           | 8          | 8          | 0          | 9      |
| 4     | Nieuw-Zeeland | 5           | 2           | 0           | 3           | 8          | 7          | +1         | 6      |
| 5     | China         | 5           | 2           | 0           | 3           | 9          | 16         | -7         | 6      |
| 6     | Japan         | 5           | 0           | 0           | 5           | 6          | 13         | -7         | 0      |

| Ronde        | Datum          | Lokale tijd    | MEZT           | Land           | Score          | Land           |  |
| ------------ | -------------- | -------------- | -------------- | -------------- | -------------- | -------------- |  |
| groepsfase   |                |                |                |                |                |                |  |
| 25 juli      | 11:45          | 04:45          | China          | 4 - 3          | Japan          |                |  |
| 26 juli      | 12:15          | 05:15          | Australië      | 6 - 0          | China          |                |  |
| 28 juli      | 19:00          | 12:00          | Nieuw-Zeeland  | 3 - 2          | China          |                |  |
| 29 juli      | 18:30          | 11:30          | Spanje         | 2 - 0          | China          |                |  |
| 31 juli      | 09:30          | 02:30          | Argentinië     | 3 - 2          | China          |                |  |
|              |                |                |                |                |                |                |  |
| kwartfinale  | niet geplaatst | niet geplaatst | niet geplaatst | niet geplaatst | niet geplaatst | niet geplaatst |  |
|              |                |                |                |                |                |                |  |
| halve finale | niet geplaatst | niet geplaatst | niet geplaatst | niet geplaatst | niet geplaatst | niet geplaatst |  |
|              |                |                |                |                |                |                |  |
| finale       | niet geplaatst | niet geplaatst | niet geplaatst | niet geplaatst | niet geplaatst | niet geplaatst |  |

### Judo
Vrouwen
| atlete       | onderdeel | eerste ronde         | tweede ronde           | derde ronde             | kwartfinale          | halve finale         | herkansing           | finale / BM          | finale / BM    |
| atlete       | onderdeel | tegenstander uitslag | tegenstander uitslag   | tegenstander uitslag    | tegenstander uitslag | tegenstander uitslag | tegenstander uitslag | tegenstander uitslag | rang           |
| ------------ | --------- | -------------------- | ---------------------- | ----------------------- | -------------------- | -------------------- | -------------------- | -------------------- | -------------- |
| Li Yanan     | −48 kg    | n.v.t.               | Galbadrakhyn W 010-000 | Costa V 010-000         | niet geplaatst       | niet geplaatst       | niet geplaatst       | niet geplaatst       | niet geplaatst |
| Lu Tongjuan  | −57 kg    | n.v.t.               | Mazhetskaia W 010-001  | Yoshida V 010-000       | niet geplaatst       | niet geplaatst       | niet geplaatst       | niet geplaatst       | niet geplaatst |
| Lu Tongjuan  | −63 kg    | n.v.t.               | Krssakova V 010-000    | niet geplaatst          | niet geplaatst       | niet geplaatst       | niet geplaatst       | niet geplaatst       | niet geplaatst |
| Sun Xiaoqian | −70 kg    | n.v.t.               | Teltsidou V 010-000    | niet geplaatst          | niet geplaatst       | niet geplaatst       | niet geplaatst       | niet geplaatst       | niet geplaatst |
| Ma Zhenzao   | −78 kg    | n.v.t.               | Graf V 010-000         | niet geplaatst          | niet geplaatst       | niet geplaatst       | niet geplaatst       | niet geplaatst       | niet geplaatst |
| Shiyan Xu    | +78 kg    | n.v.t.               | Külbs W 010-000        | Cheikh Rouhou W 010-000 | Ortíz V 010-000      | niet geplaatst       | Altheman W 010-000   | Kindzerska V 010-000 | 5              |

### Kanovaren
Mannen
Slalom
| atleet   | onderdeel  | series | series | series | series | series    | series | halve finale | halve finale | finale         | finale         |
| atleet   | onderdeel  | run 1  | rang   | run 2  | rang   | beste run | rang   | tijd         | rang         | tijd           | rang           |
| -------- | ---------- | ------ | ------ | ------ | ------ | --------- | ------ | ------------ | ------------ | -------------- | -------------- |
| Quan Xin | K-1 slalom | 98,86  | 16     | 98.06  | 15     | 98,06     | 20     | 101,99       | 17           | niet geplaatst | niet geplaatst |

Sprint
| atleet                                          | onderdeel  | series    | series | kwartfinale | kwartfinale | halve finale | halve finale   | finale         | finale         |                |
| atleet                                          | onderdeel  | tijd      | rang   | tijd        | rang        | tijd         | rang           | tijd           | rang           |                |
| ----------------------------------------------- | ---------- | --------- | ------ | ----------- | ----------- | ------------ | -------------- | -------------- | -------------- | -------------- |
| Liu Hao                                         | C-1 1000 m | 4.06,914  | 2 HF   | bye         | bye         | 4.04,196     | 2 FA           | 4.05,724       | Zilver         |                |
| Zheng Penfei                                    | C-1 1000 m | 4.10,115  | 3 KF   | 4.05,502    | 1 HF        | 4.09,139     | 4 FA           | 4.14,048       | 8              |                |
| Liu Hao Zheng Penfei                            | C-2 1000 m | 3.37,783  | 1 HF   | bye         | bye         | 3.27,023     | 1 FA           | 3.25,198       | Zilver         |                |
| Yang Xiaoxu                                     | C-2 1000 m | K-1 200 m | 36,561 | 4 KF        | 35,852      | 3            | niet geplaatst | niet geplaatst | niet geplaatst | niet geplaatst |
| Zhang Dong                                      | K-1 1000 m | 3.40,955  | 3 KF   | 3.44,269    | 2 HF        | 3.26,246     | 4 FA           | 3.28,103       | 6              |                |
| Congkang Wang Tingkai Bu                        | K-2 1000 m | 3.10,292  | 2 HF   | bye         | bye         | 3.17,784     | 3 FA           | 3.19,612       | 8              |                |
| Xiaoxu Yang Congkang Wang Dong Zhang Tingkai Bu | K-4 500 m  | 1.24,264  | 4 KF   | 1.24,036    | 3 HF        | 1.24,653     | 5              | niet geplaatst | niet geplaatst |                |

Vrouwen
Slalom
| atleet   | onderdeel  | series | series | series | series | series    | series | halve finale | halve finale | finale         | finale         |
| atleet   | onderdeel  | run 1  | rang   | run 2  | rang   | beste run | rang   | tijd         | rang         | tijd           | rang           |
| -------- | ---------- | ------ | ------ | ------ | ------ | --------- | ------ | ------------ | ------------ | -------------- | -------------- |
| Shi Chen | C-1 slalom | 127,36 | 17     | 124,15 | 16     | 124,15    | 18     | 164,99       | 17           | niet geplaatst | niet geplaatst |
| Li Tong  | K-1 slalom | 117,27 | 16     | 114,36 | 17     | 114,36    | 19     | 130,86       | 20           | niet geplaatst | niet geplaatst |

Sprint
| atleet                              | onderdeel | series   | series | kwartfinale | kwartfinale | halve finale   | halve finale   | finale         | finale         |
| atleet                              | onderdeel | tijd     | rang   | tijd        | rang        | tijd           | rang           | tijd           | rang           |
| ----------------------------------- | --------- | -------- | ------ | ----------- | ----------- | -------------- | -------------- | -------------- | -------------- |
| Lin Wenjun                          | C-1 200 m | 46,449   | 2 HF   | bye         | bye         | 47,161         | 2 FA           | 47,608         | 6              |
| Shixiao Xu Mengya Sun               | C-2 500 m | 1.57,870 | 1 HF   | bye         | bye         | 2.01,369       | 1 FA           | 1.55,495       | Goud           |
| Ma Qing                             | K-1 200 m | 42,706   | 4 KF   | 42,321      | 2 HF        | 40,837         | 8 FB           | 40,652         | 15             |
| Yin Mengdie                         | K-1 200 m | 41,688   | 1 HF   | bye         | bye         | 40,069         | 5 FB           | 40,365         | 12             |
| Yin Mengdie                         | K-1 500m  | 1.52,760 | 6 KF   | 1.49,268    | 1 HF        | 1.56,977       | 7              | niet geplaatst | niet geplaatst |
| Huang Jieyi                         | K-1 500m  | 1.52,385 | 6 KF   | 1.52,689    | 5           | niet geplaatst | niet geplaatst | niet geplaatst | niet geplaatst |
| Dongyin Li Yu Zhou                  | K-2 500 m | 1.45,831 | 3 KF   | 1.47,471    | 3 HF        | 1.39,404       | 5 FB           | 1.39,790       | 10             |
| Dongyin Li Yu Zhou Qing Ma Nan Wang | K-4 500 m | 1.36,249 | 3 KF   | 1.36,379    | 2 HF        | 1.36,697       | 3 FA           | 1.38,121       | 6              |

Legenda: FA=finale A (medailles); FB=finale B (geen medailles); FC=finale C (geen medailles); HF=halve finale KF=kwartfinale

### Karate

#### Kumite
Vrouwen
| Atleet      | Onderdeel | Groupsfase             | Groupsfase             | Groupsfase             | Groupsfase             | Groupsfase | Halve Finale           | Finale                 | Finale |
| Atleet      | Onderdeel | Tegenstander Resultaat | Tegenstander Resultaat | Tegenstander Resultaat | Tegenstander Resultaat | Rang       | Tegenstander Resultaat | Tegenstander Resultaat | Rang   |
| ----------- | --------- | ---------------------- | ---------------------- | ---------------------- | ---------------------- | ---------- | ---------------------- | ---------------------- | ------ |
| Yin Xiaoyan | -61 kg    | Claudymar Garcés W 2-0 | Heurtault W 1-0        | Someya W 4-2           | Çoban W 2S-2           | 1 Q        | Lotfy W 1H-1           | Preković V 0-0H        | Zilver |
| Gong Li     | +61 kg    | Abdelaziz V 4-0        | Matoub W 4–0           | Quirici G 1-1          | Abbasali W 8-4         | 2 Q        | Zaretska V 7-2         | niet geplaatst         | Brons  |

### Klimsport
Mannen
| atleet    | onderdeel | kwalificatie | kwalificatie | kwalificatie | kwalificatie | kwalificatie | kwalificatie | totaal  | totaal | finale         | finale         | finale         | finale         | finale         | finale         | totaal         | totaal         |
| atleet    | onderdeel | speed        | speed        | boulderen    | boulderen    | lead         | lead         | totaal  | totaal | speed          | speed          | boulderen      | boulderen      | lead           | lead           | totaal         | totaal         |
| atleet    | onderdeel | tijd         | rang         | resultaat    | rang         | score        | rang         | punten  | rang   | tijd           | rang           | punten         | rang           | score          | rang           | punten         | rang           |
| --------- | --------- | ------------ | ------------ | ------------ | ------------ | ------------ | ------------ | ------- | ------ | -------------- | -------------- | -------------- | -------------- | -------------- | -------------- | -------------- | -------------- |
| Pan Yufei | klimmen   | 7,59         | 20           | 1T3z 2 15    | 8            | 36           | 7            | 1120.00 | 14     | niet geplaatst | niet geplaatst | niet geplaatst | niet geplaatst | niet geplaatst | niet geplaatst | niet geplaatst | niet geplaatst |

Vrouwen
| atlete      | onderdeel | kwalificatie | kwalificatie | kwalificatie | kwalificatie | kwalificatie | kwalificatie | totaal  | totaal | finale         | finale         | finale         | finale         | finale         | finale         | totaal         | totaal         |
| atlete      | onderdeel | speed        | speed        | boulderen    | boulderen    | lead         | lead         | totaal  | totaal | speed          | speed          | lead           | lead           | boulderen      | boulderen      | totaal         | totaal         |
| atlete      | onderdeel | tijd         | rang         | resultaat    | rang         | score        | rang         | punten  | rang   | tijd           | rang           | resultaat      | rang           | score          | rang           | punten         | rang           |
| ----------- | --------- | ------------ | ------------ | ------------ | ------------ | ------------ | ------------ | ------- | ------ | -------------- | -------------- | -------------- | -------------- | -------------- | -------------- | -------------- | -------------- |
| Song Yiling | klimmen   | 7,46         | 3            | 0T1z 0 5     | 19           | 13+          | 18           | 1026.00 | 12     | niet geplaatst | niet geplaatst | niet geplaatst | niet geplaatst | niet geplaatst | niet geplaatst | niet geplaatst | niet geplaatst |

### Moderne vijfkamp
Mannen
| atleet    | onderdeel        | schermen (degen) | schermen (degen) | schermen (degen) | schermen (degen) | zwemmen (200 m vrije slag) | zwemmen (200 m vrije slag) | zwemmen (200 m vrije slag) | paardrijden (springen) | paardrijden (springen) | paardrijden (springen) | combinatie: schieten/lopen (10 m luchtpistool)/(3200 m) | combinatie: schieten/lopen (10 m luchtpistool)/(3200 m) | combinatie: schieten/lopen (10 m luchtpistool)/(3200 m) | totaal punten | rang |
| atleet    | onderdeel        | RR               | BR               | rang             | punten           | tijd                       | rang                       | punten                     | strafpunten            | rang                   | punten                 | tijd                                                    | rang                                                    | punten                                                  | totaal punten | rang |
| --------- | ---------------- | ---------------- | ---------------- | ---------------- | ---------------- | -------------------------- | -------------------------- | -------------------------- | ---------------------- | ---------------------- | ---------------------- | ------------------------------------------------------- | ------------------------------------------------------- | ------------------------------------------------------- | ------------- | ---- |
| Luo Shuai | moderne vijfkamp | 18               | 0                | 18               | 208              | 2.04,08                    | 21                         | 302                        | 82,65                  | 30                     | 249                    | 10.54,13                                                | 4                                                       | 646                                                     | 1405          | 21   |
| Li Shuhan | moderne vijfkamp | 16               | 0                | 26               | 196              | 2.09,27                    | 34                         | 292                        | 82,14                  | 17                     | 284                    | 11.08,89                                                | 13                                                      | 632                                                     | 1404          | 22   |

Vrouwen
| atlete        | onderdeel        | schermen (degen) | schermen (degen) | schermen (degen) | schermen (degen) | zwemmen (200 m vrije slag) | zwemmen (200 m vrije slag) | zwemmen (200 m vrije slag) | paardrijden (springen) | paardrijden (springen) | paardrijden (springen) | combinatie: schieten/lopen (10 m luchtpistool)/(3200 m) | combinatie: schieten/lopen (10 m luchtpistool)/(3200 m) | combinatie: schieten/lopen (10 m luchtpistool)/(3200 m) | totaal punten | rang |
| atlete        | onderdeel        | RR               | BR               | rang             | punten           | tijd                       | rang                       | punten                     | strafpunten            | rang                   | punten                 | tijd                                                    | rang                                                    | punten                                                  | totaal punten | rang |
| ------------- | ---------------- | ---------------- | ---------------- | ---------------- | ---------------- | -------------------------- | -------------------------- | -------------------------- | ---------------------- | ---------------------- | ---------------------- | ------------------------------------------------------- | ------------------------------------------------------- | ------------------------------------------------------- | ------------- | ---- |
| Zhang Mingyu  | moderne vijfkamp | 16               | 3                | 20               | 199              | 2.15,23                    | 18                         | 280                        | 75,69                  | 19                     | 286                    | 13.17,67                                                | 31                                                      | 503                                                     | 1268          | 25   |
| Zhang Xiaonan | moderne vijfkamp | 19               | 0                | 19               | 204              | 2.21,44                    | 31                         | 268                        | 76,22                  | 11                     | 293                    | 13.10,16                                                | 29                                                      | 510                                                     | 1275          | 22   |

### Paardensport

#### Eventing
| ruiter                                 | paard                     | onderdeel   | dressuur    | dressuur | cross-country | cross-country | cross-country | springen     | springen     | springen     | springen       | springen       | springen       | totaal         | totaal         |
| ruiter                                 | paard                     | onderdeel   | dressuur    | dressuur | cross-country | cross-country | cross-country | kwalificatie | kwalificatie | kwalificatie | finale         | finale         | finale         | totaal         | totaal         |
| ruiter                                 | paard                     | onderdeel   | strafpunten | rang     | strafpunten   | totaal        | rang          | strafpunten  | totaal       | rang         | strafpunten    | totaal         | rang           | strafpunten    | rang           |
| -------------------------------------- | ------------------------- | ----------- | ----------- | -------- | ------------- | ------------- | ------------- | ------------ | ------------ | ------------ | -------------- | -------------- | -------------- | -------------- | -------------- |
| Bao Yingfeng                           | Flandia                   | individueel | 34.40       | 39       | 38.00         | 72.50         | 39            | 5.60         | 78.10        | 35           | niet geplaatst | niet geplaatst | niet geplaatst | niet geplaatst | niet geplaatst |
| Alex Hua Tian                          | Don Geniro                | individueel | 23.90       | 3        | 12.00         | 35.90         | 18            | 8.80         | 44.70        | 21           | 17.60          | 62.30          | 25             | 62.30          | 25             |
| Zon Huadong                            | Lady Chin van't Moerven Z | individueel | 35.20       | 41       | 42.00         | 77.20         | 42            | 9.60         | 86.80        | 37           | niet geplaatst | niet geplaatst | niet geplaatst | niet geplaatst | niet geplaatst |
| Bao Yingfeng Alex Hua Tian Sun Huadong | zie hierboven             | team        | 93.60       | 7        | 92.00         | 185.60        | 9             | 24.00        | 209.60       | 9            | n.v.t.         | n.v.t.         | n.v.t.         | 209.60         | 9              |

#### Springen
| ruiter                                | paard                                            | onderdeel   | kwalificatie | kwalificatie | finale         | finale         | totaal         | totaal         |
| ruiter                                | paard                                            | onderdeel   | strafpunten  | rang         | strafpunten    | rang           | strafpunten    | rang           |
| ------------------------------------- | ------------------------------------------------ | ----------- | ------------ | ------------ | -------------- | -------------- | -------------- | -------------- |
| Li Zhenqiang                          | Uncas S                                          | individueel | 10.00        | 53           | niet geplaatst | niet geplaatst | niet geplaatst | niet geplaatst |
| Zhang Xingjia                         | For Passion d'Ive Z                              | individueel | 18.00        | 65           | niet geplaatst | niet geplaatst | niet geplaatst | niet geplaatst |
| Zhang You                             | Caesar                                           | individueel | RT           | RT           | niet geplaatst | niet geplaatst | niet geplaatst | niet geplaatst |
| Li Yaofeng Li Zhenqiang Zhang Xingjia | Jericho Dwerse Hagen Uncas S For Passion d'Ive Z | team        | 35.00        | 12           | niet geplaatst | niet geplaatst | niet geplaatst | niet geplaatst |

### Roeien
Mannen
| atleet                              | onderdeel   | series  | series | herkansingen | herkansingen | kwartfinale | kwartfinale | halve finale | halve finale | finale  | finale |
| atleet                              | onderdeel   | tijd    | rang   | tijd         | rang         | tijd        | rang        | tijd         | rang         | tijd    | rang   |
| ----------------------------------- | ----------- | ------- | ------ | ------------ | ------------ | ----------- | ----------- | ------------ | ------------ | ------- | ------ |
| Liu Zhiyu Zhang Liang               | dubbel-twee | 6.11,55 | 2 HA/B | bye          | bye          | n.v.t.      | n.v.t.      | 6.23,11      | 2 FA         | 6.03,63 | Brons  |
| Liu Dang Yi Xudi Zang Ha Zhang Quan | dubbel-vier | 5.43,44 | 4 H    | 5.56,86      | 3 FB         | n.v.t.      | n.v.t.      | n.v.t.       | n.v.t.       | 5.46,07 | 7      |

Vrouwen
| atlete                                                                          | onderdeel   | series  | series | herkansingen | herkansingen | kwartfinale | kwartfinale | halve finale   | halve finale   | finale         | finale         |
| atlete                                                                          | onderdeel   | tijd    | rang   | tijd         | rang         | tijd        | rang        | tijd           | rang           | tijd           | rang           |
| ------------------------------------------------------------------------------- | ----------- | ------- | ------ | ------------ | ------------ | ----------- | ----------- | -------------- | -------------- | -------------- | -------------- |
| Jiang Yan                                                                       | skiff       | 7.53,14 | 2 KF   | bye          | bye          | 8.00,01     | 3 HA/B      | 7.27,30        | 3 FA           | 7.21,33        | 6              |
| Liu Xiaoxin Shen Shuangmei                                                      | dubbel-twee | 7.03,78 | 4 H    | 7.21,93      | 4            | n.v.t.      | n.v.t.      | niet geplaatst | niet geplaatst | niet geplaatst | niet geplaatst |
| Huang Kaifeng Liu Jinchao                                                       | twee-zonder | 7.45,55 | 4 H    | 7.45,17      | 4            | n.v.t.      | n.v.t.      | niet geplaatst | niet geplaatst | niet geplaatst | niet geplaatst |
| Chen Yunxia Cui Xiaotong Lü Yang Zhang Ling                                     | dubbel-vier | 6.14,32 | 1 FA   | bye          | bye          | n.v.t.      | n.v.t.      | n.v.t.         | n.v.t.         | 6.05,13        | Goud           |
| Lin Xinyu Lu Shiyu Qin Miaomiao Wang Fei                                        | vier-zonder | 6.38,54 | 2 FA   | bye          | bye          | n.v.t.      | n.v.t.      | n.v.t.         | n.v.t.         | 6.25,13        | 5              |
| Guo Linlin Ju Rui Li Jingjing Miao Tian Wang Zifeng Wang Yuwei Xu Fei Zhang Min | acht        | 6.10,77 | 3 H    | 5.55,69      | 3 FA         | n.v.t.      | n.v.t.      | n.v.t.         | n.v.t.         | 6.01,21        | Brons          |

Legenda: FA=finale A (medailles); FB=finale B (geen medailles); FC=finale C (geen medailles); FD=finale D (geen medailles); FE=finale E (geen medailles); FF=finale F (geen medailles); HA/B=halve finale A/B; HC/D=halve finale C/D; HE/F=halve finale E/F; KF=kwartfinale; H=herkansing

### Rugby
Vrouwen
| Olympiër | Discipline | Resultaat | Prestatie |
| --- | ---------- | --------- | --- |
| Chen Keyi Tang Minglin Gu Yaoyao Yang Min Yang Feifei Yu Xiaoming Ruan Hongting Wu Juan Xu Xiaoyan Liu Xiaoqian Yan Meiling Wang Wanyu Alowesi Nakoci | vrouwen    | 7         | Groepsfase Poule C Verloren van Verenigde Staten 28 - 14 Verloren van Australië 26 - 10 Gewonnen van Japan 29 - 0 Kwartfinale Verloren van Frankrijk 24 - 10 Plaatsing 5 - 8 Verloren van Verenigde Staten 33 - 14 Wedstrijd om plaats 7 Gewonnen van Russische ploeg 22 - 10 |

### Schermen
Mannen
| atleet                                       | onderdeel  | eerste ronde            | tweede ronde              | derde ronde          | kwartfinale          | halve finale              | finale / BM          | finale / BM    |
| atleet                                       | onderdeel  | tegenstander uitslag    | tegenstander uitslag      | tegenstander uitslag | tegenstander uitslag | tegenstander uitslag      | tegenstander uitslag | rang           |
| -------------------------------------------- | ---------- | ----------------------- | ------------------------- | -------------------- | -------------------- | ------------------------- | -------------------- | -------------- |
| Dong Chao                                    | degen      | Blais Bélanger W 15 - 7 | Siklósi V 9 - 15          | niet geplaatst       | niet geplaatst       | niet geplaatst            | niet geplaatst       |                |
| Lan Minghao                                  | degen      | bye                     | Nikishyn W 13 - 12        | El-Sayed V 9 - 15    | niet geplaatst       | niet geplaatst            | niet geplaatst       | niet geplaatst |
| Wang Zijie                                   | degen      | bye                     | Houssam El Kord V 14 - 15 | niet geplaatst       | niet geplaatst       | niet geplaatst            | niet geplaatst       | niet geplaatst |
| Dong Chao Lan Minghao Wang Zijie Shi Gaofeng | Team degen | n.v.t.                  | n.v.t.                    | n.v.t.               | Oekraïne W 45 - 35   | Russische ploeg V 38 - 45 | Zuid-Korea V 42 - 45 | 4              |
| Huang Mengkai                                | floret     | Cervantes V 14 -15      | niet geplaatst            | niet geplaatst       | niet geplaatst       | niet geplaatst            | niet geplaatst       | niet geplaatst |
| Xu Yingming                                  | sabel      | bye                     | Samele V 12 - 15          | niet geplaatst       | niet geplaatst       | niet geplaatst            | niet geplaatst       | niet geplaatst |

Vrouwen
| atlete                                     | onderdeel  | eerste ronde         | tweede ronde         | derde ronde          | kwartfinale           | halve finale                               | finale / BM                               | finale / BM    |
| atlete                                     | onderdeel  | tegenstander uitslag | tegenstander uitslag | tegenstander uitslag | tegenstander uitslag  | tegenstander uitslag                       | tegenstander uitslag                      | rang           |
| ------------------------------------------ | ---------- | -------------------- | -------------------- | -------------------- | --------------------- | ------------------------------------------ | ----------------------------------------- | -------------- |
| Lin Sheng                                  | degen      | bye                  | Diongue W 15 - 6     | Isolo V 9 - 15       | niet geplaatst        | niet geplaatst                             | niet geplaatst                            | niet geplaatst |
| Sun Yiwen                                  | degen      | bye                  | Khakimova W 15 - 10  | Mingye W 15 - 8      | Isolo W 15 - 11       | Murtazaeva W 12 - 8                        | Popescu W 11 - 10                         | Goud           |
| Zhu Mingye                                 | degen      | bye                  | Hurley W 15 - 8      | Yiwen V 15 - 8       | niet geplaatst        | niet geplaatst                             | niet geplaatst                            | niet geplaatst |
| Lin Sheng Sun Yiwen Zhu Mingye Xu Anqi     | team degen | n.v.t.               | n.v.t.               | n.v.t.               | Hongkong W 44 - 32    | Zuid-Korea V 29 - 38                       | Italië V 21 - 23                          | 4              |
| Chen Qingyuan                              | floret     | bye                  | Hany W 15 - 6        | Hee-sook V 11 - 14   | niet geplaatst        | niet geplaatst                             | niet geplaatst                            | niet geplaatst |
| Qian Jiarui                                | sabel      | bye                  | Tamura W 15 - 8      | Pusztai W 15 - 10    | Pozdniakova V 12 - 15 | niet geplaatst                             | niet geplaatst                            | niet geplaatst |
| Shao Yaqi                                  | sabel      | bye                  | Dayibekova V 10 - 15 | niet geplaatst       | niet geplaatst        | niet geplaatst                             | niet geplaatst                            | niet geplaatst |
| Yang Hengyu                                | sabel      | Belkebir W 15 - 1    | Charlan W 15 - 12    | Pozdniakova V 8 - 15 | niet geplaatst        | niet geplaatst                             | niet geplaatst                            | niet geplaatst |
| Qian Jiarui Shao Yaqi Yang Hengyu Guo Yiqi | team sabel | n.v.t.               | n.v.t.               | n.v.t.               | Italië V 41 - 45      | plaatsing 5 - 8 Verenigde Staten V 35 - 45 | Wedstrijd om plaats 7 Hongarije W 45 - 30 | 7              |

### Schietsport
Mannen
| atleet          | onderdeel               | kwalificaties | kwalificaties | finale         | finale         |
| atleet          | onderdeel               | punten        | rang          | punten         | rang           |
| --------------- | ----------------------- | ------------- | ------------- | -------------- | -------------- |
| Pang Wei        | 10 m luchtpistool       | 578           | 7 Q           | 217.6          | Brons          |
| Zhang Bowen     | 10 m luchtpistool       | 586           | 2 Q           | 158.2          | 6              |
| Sheng Lihao     | 10 m luchtgeweer        | 629.2         | 8 Q           | 250.9          | Zilver         |
| Yang Haoran     | 10 m luchtgeweer        | 632.7         | 1 Q           | 229.4          | Brons          |
| Zhang Changhong | 50 m geweer 3 houdingen | 1183          | 2 Q           | 466.0 WR       | Goud           |
| Zhao Zhonghao   | 50 m geweer 3 houdingen | 1173          | 11            | niet geplaatst | niet geplaatst |
| Li Yuehong      | 25 m snelvuurpistool    | 582           | 6 Q           | 26             | Brons          |
| Lin Junmin      | 25 m snelvuurpistool    | 584           | 4 Q           | 12             | 6              |
| Yu Haicheng     | trap                    | 123           | 5 Q           | 24             | 5              |

Vrouwen
| atlete          | onderdeel               | kwalificaties | kwalificaties | finale         | finale         |
| atlete          | onderdeel               | punten        | rang          | punten         | rang           |
| --------------- | ----------------------- | ------------- | ------------- | -------------- | -------------- |
| Jiang Ranxin    | 10 m luchtpistool       | 587           | 1 Q           | 218.0          | Brons          |
| Lin Yuemei      | 10 m luchtpistool       | 579           | 4 Q           | 176.6          | 5              |
| Wang Luyao      | 10 m luchtgeweer        | 625.6         | 18            | niet geplaatst | niet geplaatst |
| Yang Qian       | 10 m luchtgeweer        | 628.7         | 6 Q           | 251.8          | Goud           |
| Chen Dongqi     | 50 m geweer 3 houdingen | 1165          | 19            | niet geplaatst | niet geplaatst |
| Shi Mengyao     | 50 m geweer 3 houdingen | 1171          | 9             | niet geplaatst | niet geplaatst |
| Xiao Jiaruixuan | 25 m pistool            | 587           | 2 Q           | 29             | Brons          |
| Xiong Yaxuan    | 25 m pistool            | 580           | 16            | niet geplaatst | niet geplaatst |
| Wei Meng        | skeet                   | 124           | 1 Q           | 46             | Brons          |
| Zhang Donglian  | skeet                   | 116           | 17            | niet geplaatst | niet geplaatst |
| Deng Weiyun     | trap                    | 115           | 18            | niet geplaatst | niet geplaatst |
| Wang Xiaojing   | trap                    | 117           | 11            | niet geplaatst | niet geplaatst |

Gemengd
| atleet                    | onderdeel         | kwalificatie 1 | kwalificatie 1 | kwalificatie 2 | kwalificatie 2 | finale                                       | finale         |
| atleet                    | onderdeel         | punten         | rang           | punten         | rang           | tegenstander resultaat                       | rang           |
| ------------------------- | ----------------- | -------------- | -------------- | -------------- | -------------- | -------------------------------------------- | -------------- |
| He Zhengyang Wang Qian    | 10 m luchtpistool | 576            | 7 Q            | 380            | 6              | niet geplaatst                               | niet geplaatst |
| Pang Wei Jiang Ranxin     | 10 m luchtpistool | 581            | 3 Q            | 387            | 1 Q            | Khubetsov Batsarashkina / Chernousov W 16-14 | Goud           |
| Sheng Lihao Zhang Yu      | 10 m luchtgeweer  | 626.7          | 11             | niet geplaatst | niet geplaatst | niet geplaatst                               | niet geplaatst |
| Yang Haoran Yang Qian     | 10 m luchtgeweer  | 633.2          | 1 Q            | 419.7          | 1 Q            | Tucker / Kozeniesky W 17-13                  | Goud           |
| Yu Haicheng Wang Xiaojing | trap              | 144            | 9              | n.v.t.         | n.v.t.         | niet geplaatst                               | niet geplaatst |

### Schoonspringen
Mannen
| atleet                 | onderdeel            | series | series | halve finale | halve finale | finale | finale |
| atleet                 | onderdeel            | punten | rang   | punten       | rang         | punten | rang   |
| ---------------------- | -------------------- | ------ | ------ | ------------ | ------------ | ------ | ------ |
| Xie Siyi               | 3 m plank            | 520.90 | 2 Q    | 543.45       | 1 Q          | 558.75 | Goud   |
| Wang Zongyuan          | 3 m plank            | 531.30 | 1 Q    | 540.50       | 2 Q          | 534.90 | Zilver |
| Cao Yuan               | 10 m toren           | 529.30 | 2 Q    | 513.70       | 1 Q          | 582.35 | Goud   |
| Yang Jian              | 10 m toren           | 546.90 | 1 Q    | 480.85       | 2 Q          | 580.40 | Zilver |
| Wang Zongyuan Xie Siyi | 3 m plank synchroon  | n.v.t. | n.v.t. | n.v.t.       | n.v.t.       | 467.82 | Goud   |
| Cao Yuan Chen Aisen    | 10 m toren synchroon | n.v.t. | n.v.t. | n.v.t.       | n.v.t.       | 470.58 | Zilver |

Vrouwen
| atlete                | onderdeel            | series | series | halve finale | halve finale | finale | finale |
| atlete                | onderdeel            | punten | rang   | punten       | rang         | punten | rang   |
| --------------------- | -------------------- | ------ | ------ | ------------ | ------------ | ------ | ------ |
| Shi Tingmao           | 3 m plank            | 350.45 | 1 Q    | 371.45       | 2 Q          | 383.50 | Goud   |
| Wang Han              | 3 m plank            | 347.25 | 2 Q    | 346.85       | 1 Q          | 348.75 | Zilver |
| Chen Yuxi             | 10 m toren           | 390.70 | 1 Q    | 407.75       | 2 Q          | 425.40 | Zilver |
| Quan Hongchan         | 10 m toren           | 364.45 | 2 Q    | 415.65       | 1 Q          | 466.20 | Goud   |
| Shi Tingmao Wang Han  | 3 m plank synchroon  | n.v.t. | n.v.t. | n.v.t.       | n.v.t.       | 326.40 | Goud   |
| Chen Yuxi Zhang Jiaqi | 10 m toren synchroon | n.v.t. | n.v.t. | n.v.t.       | n.v.t.       | 363.78 | Goud   |

### Skateboarden
Vrouwen
| atlete      | onderdeel | kwalificaties | kwalificaties | finale         | finale         |
| atlete      | onderdeel | punten        | rang          | punten         | rang           |
| ----------- | --------- | ------------- | ------------- | -------------- | -------------- |
| Zhang Xin   | park      | 28,16         | 15            | niet geplaatst | niet geplaatst |
| Zeng Wenhui | street    | 12,31         | 6 Q           | 9,66           | 6              |

### Synchroonzwemmen
| atlete                                                                                      | onderdeel | technische routine | technische routine | vrije routine (voorronde) | vrije routine (voorronde) | vrije routine (voorronde) | vrije routine (finale) | vrije routine (finale)    | vrije routine (finale) |
| atlete                                                                                      | onderdeel | punten             | rang               | punten                    | totaal (technisch + vrij) | rang                      | punten                 | totaal (technisch + vrij) | rang                   |
| ------------------------------------------------------------------------------------------- | --------- | ------------------ | ------------------ | ------------------------- | ------------------------- | ------------------------- | ---------------------- | ------------------------- | ---------------------- |
| Huang Xuechen Sun Wenyan                                                                    | duet      | 95.5499            | 2                  | 96.2333                   | 191.7832                  | 2 Q                       | 96.9000                | 192.4499                  | Zilver                 |
| Huang Xuechen Sun Wenyan Guo Li Liang Xinping Yin Chengxin Feng Yu Xiao Yanning Wang Qianyi | team      | 96.2310            | 2                  | n.v.t.                    | n.v.t.                    | n.v.t.                    | 97.3000                | 193.5310                  | Zilver                 |

### Taekwondo
Mannen
| atleet     | onderdeel | eerste ronde         | kwartfinale          | halve finale         | herkansing           | finale / BM          | finale / BM |
| atleet     | onderdeel | tegenstander uitslag | tegenstander uitslag | tegenstander uitslag | tegenstander uitslag | tegenstander uitslag | rang        |
| ---------- | --------- | -------------------- | -------------------- | -------------------- | -------------------- | -------------------- | ----------- |
| Zhao Shuai | -68 kg    | Sediqi W 22-20       | Pié W 13-8           | Sinden V 25-33       | bye                  | Lee W 17-15          | Brons       |
| Sun Hongyi | +80 kg    | Cho W 7-4            | Šapina W 8-6         | Larin V 3-30         | bye                  | Alba V 4-5           | 5           |

Vrouwen
| atlete       | onderdeel | eerste ronde         | kwartfinale          | halve finale         | herkansing           | finale / BM          | finale / BM    |
| atlete       | onderdeel | tegenstander uitslag | tegenstander uitslag | tegenstander uitslag | tegenstander uitslag | tegenstander uitslag | rang           |
| ------------ | --------- | -------------------- | -------------------- | -------------------- | -------------------- | -------------------- | -------------- |
| Wu Jingyu    | -49 kg    | Pouryounes W 24-3    | Cerezo V 2-33        | niet geplaatst       | Bogdanović V 9-12    | niet geplaatst       | 7              |
| Zhou Lijun   | -57 kg    | Adamkiewicz W 31-17  | Alizadeh V 8-9       | niet geplaatst       | niet geplaatst       | niet geplaatst       | niet geplaatst |
| Zhang Mengyu | -67 kg    | Tursunkulova W 12-9  | Gbagbi V 9-21        | niet geplaatst       | niet geplaatst       | niet geplaatst       | niet geplaatst |
| Zheng Shuyin | +67 kg    | Ávila W 20-1         | Lauren V 6-14        | niet geplaatst       | niet geplaatst       | niet geplaatst       | niet geplaatst |

### Tafeltennis
Mannen
| atlete                      | onderdeel | voorronde            | eerste ronde         | tweede ronde         | derde ronde          | vierde ronde         | kwartfinale          | halve finale         | finale / BM          | finale / BM |
| atlete                      | onderdeel | tegenstander uitslag | tegenstander uitslag | tegenstander uitslag | tegenstander uitslag | tegenstander uitslag | tegenstander uitslag | tegenstander uitslag | tegenstander uitslag | rang        |
| --------------------------- | --------- | -------------------- | -------------------- | -------------------- | -------------------- | -------------------- | -------------------- | -------------------- | -------------------- | ----------- |
| Fan Zhendong                | enkelspel | bye                  | bye                  | bye                  | Lebesson W 4–0       | Freitas W 4-1        | Jeong W 4-0          | Lin W 4-3            | Ma V 2-4             | Zilver      |
| Ma Long                     | enkelspel | bye                  | bye                  | bye                  | Kamal W 4–1          | Gauzy W 4-1          | Assar W 4-1          | Ovtcharov W 4-3      | Fan W 4-2            | Goud        |
| Fan Zhendong Ma Long Xu Xin | team      | n.v.t.               | n.v.t.               | n.v.t.               | n.v.t.               | Egypte W 3–0         | Frankrijk W 3-0      | Zuid-Korea W 3-0     | Duitsland W 3-0      | Goud        |

Vrouwen
| atlete                           | onderdeel | voorronde            | eerste ronde         | tweede ronde         | derde ronde          | vierde ronde         | kwartfinale          | halve finale         | finale / BM          | finale / BM |
| atlete                           | onderdeel | tegenstander uitslag | tegenstander uitslag | tegenstander uitslag | tegenstander uitslag | tegenstander uitslag | tegenstander uitslag | tegenstander uitslag | tegenstander uitslag | rang        |
| -------------------------------- | --------- | -------------------- | -------------------- | -------------------- | -------------------- | -------------------- | -------------------- | -------------------- | -------------------- | ----------- |
| Chen Meng                        | enkelspel | bye                  | bye                  | bye                  | Moret W 4–0          | Zhang W 4-1          | Doo W 4-2            | Yu W 4-0             | Sun W 4-2            | Goud        |
| Sun Yingsha                      | enkelspel | bye                  | bye                  | bye                  | Yang W 4–0           | Chen W 4-0           | Han W 4-0            | Ito W 4-0            | Meng V 2-4           | Zilver      |
| Chen Meng Sun Yingsha Wang Manyu | team      | n.v.t.               | n.v.t.               | n.v.t.               | n.v.t.               | Oostenrijk W 3–0     | Singapore W 3-0      | Duitsland W 3-0      | Japan W 3-0          | Goud        |

Gemengd
| atlete            | onderdeel  | eerste ronde         | kwartfinale           | halve finale          | finale / BM          | finale / BM |
| atlete            | onderdeel  | tegenstander uitslag | tegenstander uitslag  | tegenstander uitslag  | tegenstander uitslag | rang        |
| ----------------- | ---------- | -------------------- | --------------------- | --------------------- | -------------------- | ----------- |
| Xu Xin Liu Shiwen | dubbelspel | Wang / Zhang W 4-1   | Ionescu / Szőcs W 4-0 | Lebesson / Yuan W 4-0 | Mizutani / Ito V 3-4 | Zilver      |

### Tennis
Vrouwen
| atlete                     | onderdeel  | eerste ronde           | tweede ronde                            | derde ronde                | kwartfinale          | halve finale         | finale / BM          | finale / BM    |
| atlete                     | onderdeel  | tegenstander uitslag   | tegenstander uitslag                    | tegenstander uitslag       | tegenstander uitslag | tegenstander uitslag | tegenstander uitslag | rang           |
| -------------------------- | ---------- | ---------------------- | --------------------------------------- | -------------------------- | -------------------- | -------------------- | -------------------- | -------------- |
| Wang Qiang                 | enkelspel  | Cepede Royg W 6-3, 6-4 | Muguruza V 3-6, 0-6                     | niet geplaatst             | niet geplaatst       | niet geplaatst       | niet geplaatst       | niet geplaatst |
| Zheng Saisai               | enkelspel  | Osaka V 1-6, 4-6       | niet geplaatst                          | niet geplaatst             | niet geplaatst       | niet geplaatst       | niet geplaatst       | niet geplaatst |
| Duan Yingying Zheng Saisai | dubbelspel | n.v.t.                 | Plíšková / Vondroušová V 2-6, 1-6       | niet geplaatst             | niet geplaatst       | niet geplaatst       | niet geplaatst       | niet geplaatst |
| Xu Yifan Yang Zhaoxuan     | dubbelspel | n.v.t.                 | Krunić / Stojanović W 4-6, 6-4, (18-16) | Barty / Sanders V 4-6, 4-6 | niet geplaatst       | niet geplaatst       | niet geplaatst       | niet geplaatst |

### Triatlon
Vrouwen
| Atleet         | Evenement | Zwemmen(1.5 km) | Rang 1 | Fietsen (40 km) | Rang 2    | Lopen(10 km) | Totaal Tijd | Ranking   |
| -------------- | --------- | --------------- | ------ | --------------- | --------- | ------------ | ----------- | --------- |
| Zhong Mengying | Vrouwen   | 19.53           |        | gedubbeld       | gedubbeld | gedubbeld    | gedubbeld   | gedubbeld |

### Voetbal

#### Vrouwen
| Olympiër | Discipline | Resultaat  | Prestatie |
| --- | ---------- | ---------- | --------- |
| Peng Shimeng Lin Yuping Urgamal Ding Xuan Yanwen Wang Wang Shuang Yang Man Wang Shanshan Xiaoxue Wang Jing Liu Mengwen Li Luo Guiping Wang Ying Yang Lina Wang Yan Siwen Miao Zhang Xin | vrouwen    | groepsfase | zie onder |

| Groep F |           |             |             |             |             |            |            |            |        |
| #       | Land      | Wedstrijden | Wedstrijden | Wedstrijden | Wedstrijden | Doelpunten | Doelpunten | Doelpunten | Punten |
| #       | Land      | G           | W           | G           | V           | V          | T          | Saldo      | Punten |
| 1       | Nederland | 3           | 2           | 1           | 0           | 21         | 8          | +13        | 7      |
| 2       | Brazilië  | 3           | 2           | 1           | 0           | 9          | 3          | +6         | 7      |
| 3       | Zambia    | 3           | 0           | 1           | 2           | 7          | 15         | -8         | 1      |
| 4       | China     | 3           | 0           | 1           | 2           | 6          | 17         | -11        | 1      |

| Ronde        | Datum | Lokale tijd | MEZT      | Land           | Score    | Land |
| ------------ | ----- | ----------- | --------- | -------------- | -------- | ---- |
| Groepsfase   |       |             |           |                |          |      |
| 21 juli      | 17:00 | 10:00       | China     | 0 - 5          | Brazilië |      |
| 24 juli      | 17:00 | 10:00       | China     | 4 - 4          | Zambia   |      |
| 27 juli      | 20:30 | 13:30       | Nederland | 8 - 2          | China    |      |
| Kwartfinale  |       |             |           |                |          |      |
| 31 juli      |       |             |           | niet geplaatst |          |      |
| Halve finale |       |             |           |                |          |      |
| 3 augustus   |       |             |           | niet geplaatst |          |      |
| Finale       |       |             |           |                |          |      |
| 7 augustus   |       |             |           | niet geplaatst |          |      |

### Volleybal

#### Beachvolleybal
Vrouwen
| atleten              | onderdeel | eerste ronde                                                                                                 | eerste ronde | tussenronde          | achtste finale                     | kwartfinale          | halve finale         | finale / BM          | finale / BM    |
| atleten              | onderdeel | tegenstander uitslag                                                                                         | stand        | tegenstander uitslag | tegenstander uitslag               | tegenstander uitslag | tegenstander uitslag | tegenstander uitslag | rang           |
| -------------------- | --------- | --- | ------------ | -------------------- | ---------------------------------- | -------------------- | -------------------- | -------------------- | -------------- |
| Wang Fan Xia Xinyi   | vrouwen   | Bansley – Wilkerson W 18-21, 21-15, 15-11 Lisboa – Bednarczuk W 21-18, 21-14 Gallay – Pereyra W 21-14, 21-13 | 1            | bye                  | Silva - Silva Ramos V 21-14, 23-21 | niet geplaatst       | niet geplaatst       | niet geplaatst       | niet geplaatst |
| Wang Xinxin Xue Chen | vrouwen   | Ross – Klineman V 21-17, 21-19 Keizer – Meppelink W 19-21, 31-29, 15-13 Fernández – Baquerizo W 21-13, 21-10 | 2            | bye                  | Clancy - del Solar V 22-20, 21-13  | niet geplaatst       | niet geplaatst       | niet geplaatst       | niet geplaatst |

#### Zaalvolleybal
Vrouwen
| Atleten | Discipline | Resultaat | Prestatie |
| --- | ---------- | --------- | --------- |
| Yuan Xinyue Zhu Ting Gong Xiangyu Wang Yuanyuan Zhang Changning Liu Xiaotong Yao Di Li Yingying Ding Xia Yan Ni Wang Mengjie Liu Yanhan | zaal       | 9         | zie onder |

| # | Ploeg            | Punten | Wedstrijden | Wedstrijden | Wedstrijden | Sets | Sets | Sets  |
| # | Ploeg            | Punten | G           | W           | V           | W    | V    | Ratio |
| - | ---------------- | ------ | ----------- | ----------- | ----------- | ---- | ---- | ----- |
| 1 | Verenigde Staten | 10     | 5           | 4           | 1           | 12   | 7    | +5    |
| 2 | Italië           | 10     | 5           | 3           | 2           | 11   | 7    | +4    |
| 3 | Turkije          | 9      | 5           | 3           | 2           | 12   | 8    | +4    |
| 4 | Russische ploeg  | 9      | 5           | 3           | 2           | 11   | 8    | +3    |
| 5 | China            | 7      | 5           | 2           | 3           | 8    | 9    | -1    |
| 6 | Argentinië       | 0      | 5           | 0           | 5           | 0    | 15   | -15   |

| Ronde        | Datum          | Lokale tijd    | MEZT             | Land           | Score          | Land           |
| ------------ | -------------- | -------------- | ---------------- | -------------- | -------------- | -------------- |
| Groepsfase   |                |                |                  |                |                |                |
| 25 juli      | 16:25          | 09:25          | Turkije          | 3 - 0          | China          |                |
| 27 juli      | 11:05          | 04:05          | Verenigde Staten | 3 - 0          | China          |                |
| 29 juli      | 16:25          | 09:25          | Russische ploeg  | 3 - 2          | China          |                |
| 31 juli      | 21:45          | 14:45          | China            | 3 - 0          | Italië         |                |
| 2 augustus   | 16:25          | 09:25          | China            | 3 - 0          | Argentinië     |                |
| Kwartfinale  | niet geplaatst | niet geplaatst | niet geplaatst   | niet geplaatst | niet geplaatst | niet geplaatst |
| Halve finale | niet geplaatst | niet geplaatst | niet geplaatst   | niet geplaatst | niet geplaatst | niet geplaatst |
| Finale       | niet geplaatst | niet geplaatst | niet geplaatst   | niet geplaatst | niet geplaatst | niet geplaatst |

### Waterpolo
Vrouwen
| Atleten | Onderdeel | Resultaat | Prestatie |
| --- | --------- | --------- | --------- |
| Peng Lin Wang Xinyan Mei Xiaohan Xiang Dunhan Niu Guannan Zhai Ying Lu Yiwen Wang Huan Deng Zewen Zhang Danyi Chen Xiao Zhang Jing Shen Yineng | vrouwen   | 7         | zie onder |

| Groep |                  |             |             |             |            |            |            |            |        |
| #     | Land             | Wedstrijden | Wedstrijden | Wedstrijden | Doelpunten | Doelpunten | Doelpunten | Doelpunten | Punten |
| #     | Land             | G           | W           | G           | V          | V          | T          | Saldo      | Punten |
| 1     | Verenigde Staten | 4           | 3           | 0           | 1          | 64         | 26         | +38        | 6      |
| 2     | Hongarije        | 4           | 2           | 1           | 1          | 46         | 43         | +3         | 5      |
| 3     | Russische ploeg  | 4           | 2           | 1           | 1          | 53         | 61         | -8         | 5      |
| 4     | China            | 4           | 2           | 0           | 2          | 51         | 50         | +1         | 4      |
| 5     | Japan            | 4           | 0           | 0           | 4          | 44         | 78         | -34        | 0      |

| Ronde                 | Datum           | Lokale tijd | MEZT             | Land      | Score     | Land   |  |
| --------------------- | --------------- | ----------- | ---------------- | --------- | --------- | ------ |  |
| groepsfase            |                 |             |                  |           |           |        |  |
| 24 juli 2021          | 19:50           | 12:50       | Russische ploeg  | 18 - 17   | China     |        |  |
| 26 juli 2021          | 14:00           | 07:00       | Verenigde Staten | 12 - 7    | China     |        |  |
| 28 juli 2021          | 18:20           | 11:20       | China            | 16 - 11   | Japan     |        |  |
| 1 augustus 2021       | 14:00           | 07:00       | China            | 11 - 9    | Hongarije |        |  |
|                       |                 |             |                  |           |           |        |  |
| kwartfinale           | 3 augustus 2021 | 15:30       | 08:30            | Spanje    | 11 - 7    | China  |  |
|                       |                 |             |                  |           |           |        |  |
| plaats 5 tot 8        | 5 augustus 2021 | 14:00       | 07:00            | Nederland | 13 - 6    | China  |  |
|                       |                 |             |                  |           |           |        |  |
| Wedstrijd om plaats 7 | 7 augustus 2021 | 11:00       | 04:00            | China     | 16 - 7    | Canada |  |

### Wielersport

#### Baanwielrennen
Mannen
Sprint
| atleet  | onderdeel | kwalificaties | kwalificaties | ronde 1            | herkansing 1              | ronde 2              | herkansing 2         | kwartfinale          | halve finale         | finale               | finale |
| atleet  | onderdeel | tijd          | rang          | tegenstander tijd  | tegenstander uitslag      | tegenstander uitslag | tegenstander uitslag | tegenstander uitslag | tegenstander uitslag | tegenstander uitslag | rang   |
| ------- | --------- | ------------- | ------------- | ------------------ | ------------------------- | -------------------- | -------------------- | -------------------- | -------------------- | -------------------- | ------ |
| Xu Chao | sprint    | 9,584         | 11            | Rajkowski V +0,291 | Tjon En Fa Hart V + 0,062 | niet geplaatst       | niet geplaatst       | niet geplaatst       | niet geplaatst       | niet geplaatst       | 18     |

Keirin
| atleet  | onderdeel | ronde 1 | herkansing | ronde 2        | ronde 3        | finale         |
| atleet  | onderdeel | rang    | rang       | rang           | rang           | rang           |
| ------- | --------- | ------- | ---------- | -------------- | -------------- | -------------- |
| Xu Chao | keirin    | 4       | 5          | niet geplaatst | niet geplaatst | niet geplaatst |

Vrouwen
Sprint
| atlete        | onderdeel | kwalificaties | kwalificaties | ronde 1                 | herkansing 1            | ronde 2                 | herkansing 2         | achtste finale       | herkansing 3               | kwartfinale          | halve finale         | finale               | finale         |
| atlete        | onderdeel | tijd          | rang          | tegenstander tijd       | tegenstander uitslag    | tegenstander uitslag    | tegenstander uitslag | tegenstander uitslag | tegenstander uitslag       | tegenstander uitslag | tegenstander uitslag | tegenstander uitslag | rang           |
| ------------- | --------- | ------------- | ------------- | ----------------------- | ----------------------- | ----------------------- | -------------------- | -------------------- | -------------------------- | -------------------- | -------------------- | -------------------- | -------------- |
| Zhong Tianshi | sprint    | 10,559        | 10            | Gaxiola W 10,744        | bye                     | Braspenninckx V + 0,030 | McCulloch W 11,200   | Hinze V + 0,359      | Starikova Andrews V +0,056 | niet geplaatst       | niet geplaatst       | niet geplaatst       | niet geplaatst |
| Bao Shanju    | sprint    | 10,723        | 18            | Braspenninckx V + 0,152 | Gaxiola Basova W 10,913 | Hinze V +0,359          | Andrews V 0,234      | niet geplaatst       | niet geplaatst             | niet geplaatst       | niet geplaatst       | niet geplaatst       | niet geplaatst |

Teamsprint
| atlete                   | onderdeel  | kwalificatie | kwalificatie | halve finale         | halve finale | finale             | finale |
| atlete                   | onderdeel  | tijd         | rang         | tegenstander tijd    | rang         | tegenstander tijd  | rang   |
| ------------------------ | ---------- | ------------ | ------------ | -------------------- | ------------ | ------------------ | ------ |
| Shanju Bao Tianshi Zhong | teamsprint | 32,135       | 2            | Litouwen W 31,804 WR | 1            | Duitsland W 31,895 | Goud   |

Keirin
| atlete        | onderdeel | ronde 1 | herkansing | ronde 2        | ronde 3        | finale         |
| atlete        | onderdeel | rang    | rang       | rang           | rang           | rang           |
| ------------- | --------- | ------- | ---------- | -------------- | -------------- | -------------- |
| Zhong Tianshi | keirin    | 2       | bye        | 3              | 6              | niet geplaatst |
| Bao Shanju    | keirin    | 4       | 5          | niet geplaatst | niet geplaatst | niet geplaatst |

Omnium
| atlete    | onderdeel | scratchrace | scratchrace | temporace | temporace | afvalrace | afvalrace | puntenrace | puntenrace | totaal punten | rang |
| atlete    | onderdeel | rang        | punten      | rang      | punten    | rang      | punten    | rang       | punten     | totaal punten | rang |
| --------- | --------- | ----------- | ----------- | --------- | --------- | --------- | --------- | ---------- | ---------- | ------------- | ---- |
| Jiali Liu | omnium    | 10          | 22          | 7         | 28        | 14        | 14        | 11         | 1          | 65            | 11   |

#### Mountainbiken
Mannen
| atleet     | onderdeel    | tijd   | rang |
| ---------- | ------------ | ------ | ---- |
| Zhang Peng | mountainbike | -3 LAP | 36   |

Vrouwen
| atlete     | onderdeel    | tijd   | rang |
| ---------- | ------------ | ------ | ---- |
| Yao Bianwa | mountainbike | -2 LAP | 34   |

#### Wegwielrennen
Mannen
| atleet       | onderdeel    | tijd | rang |
| ------------ | ------------ | ---- | ---- |
| Wang Ruidong | wegwedstrijd | DNF  | DNF  |

Vrouwen
| atlete     | onderdeel    | tijd | rang |
| ---------- | ------------ | ---- | ---- |
| Sun Jiajun | wegwedstrijd | DNF  | DNF  |

### Worstelen
Mannen
Grieks-Romeins
| atleet          | onderdeel | eerste ronde         | kwartfinale          | halve finale         | herkansing           | finale / BM          | finale / BM    |
| atleet          | onderdeel | tegenstander uitslag | tegenstander uitslag | tegenstander uitslag | tegenstander uitslag | tegenstander uitslag | rang           |
| --------------- | --------- | -------------------- | -------------------- | -------------------- | -------------------- | -------------------- | -------------- |
| Walihan Sailike | −60 kg    | Kinsinger W 3-1      | Fumita V 1-3         | niet geplaatst       | Fergat W 3-1         | Temirov W 3-1        | Brons          |
| Peng Fei        | −87 kg    | Sid Azara V 1-3      | niet geplaatst       | niet geplaatst       | niet geplaatst       | niet geplaatst       | niet geplaatst |

Vrije stijl
| atleet      | onderdeel | eerste ronde         | kwartfinale          | halve finale         | herkansing           | finale / BM          | finale / BM    |
| atleet      | onderdeel | tegenstander uitslag | tegenstander uitslag | tegenstander uitslag | tegenstander uitslag | tegenstander uitslag | rang           |
| ----------- | --------- | -------------------- | -------------------- | -------------------- | -------------------- | -------------------- | -------------- |
| Liu Minghu  | −57 kg    | Abdullaev V 1-3      | niet geplaatst       | niet geplaatst       | niet geplaatst       | niet geplaatst       | niet geplaatst |
| Lin Zushen  | −86 kg    | Ambrocio W 4-0       | Punia V 1-3          | niet geplaatst       | niet geplaatst       | niet geplaatst       | niet geplaatst |
| Deng Zhiwei | −125 kg   | Kozyrev W 3-1        | Petriashvili V 1-3   | niet geplaatst       | Kamal W 3-1          | Zare V 0-3           | 5              |

Vrouwen
Vrije stijl
| atlete        | onderdeel | eerste ronde         | kwartfinale          | halve finale         | herkansing           | finale / BM          | finale / BM    |
| atlete        | onderdeel | tegenstander uitslag | tegenstander uitslag | tegenstander uitslag | tegenstander uitslag | tegenstander uitslag | rang           |
| ------------- | --------- | -------------------- | -------------------- | -------------------- | -------------------- | -------------------- | -------------- |
| Sun Yanan     | −50 kg    | Guzmán W 3-1         | Livach W 3-1         | Hildebrandt W 3-1    | bye                  | Susaki V 0-4         | Zilver         |
| Pang Qianyu   | −53 kg    | Hérin W 3-0          | Winchester W 3-1     | Kaladzinskaya W 3-1  | bye                  | Mukaida V 1-3        | Zilver         |
| Rong Ningning | −57 kg    | Maroulis V 1-3       | niet geplaatst       | niet geplaatst       | niet geplaatst       | niet geplaatst       | niet geplaatst |
| Long Jia      | −62 kg    | Miracle W 3-1        | Koljadenko V 0-5     | niet geplaatst       | niet geplaatst       | niet geplaatst       | niet geplaatst |
| Zhou Feng     | −68 kg    | Sánchez W 4-1        | Mensah V 0-4         | niet geplaatst       | Dosho V 1-3          | niet geplaatst       | 7              |
| Zhou Qian     | −76 kg    | Belinska W 3-1       | Rotter-Focken V 1-3  | niet geplaatst       | Marzaliuk W 3-1      | Minagawa W 5-0       | Brons          |

### Zeilen
Mannen
| atleet               | onderdeel | race | race | race | race | race | race | race | race | race | race | race   | race   | race           | netto punten | eindnotering |
| atleet               | onderdeel | 1    | 2    | 3    | 4    | 5    | 6    | 7    | 8    | 9    | 10   | 11     | 12     | M              | netto punten | eindnotering |
| -------------------- | --------- | ---- | ---- | ---- | ---- | ---- | ---- | ---- | ---- | ---- | ---- | ------ | ------ | -------------- | ------------ | ------------ |
| He Chen              | finn      | 16   | 14   | 14   | 17   | 16   | 15   | 9    | 14   | 15   | 11   | n.v.t. | n.v.t. | niet geplaatst | 124          | 15           |
| Bi Kun               | RS:X      | 7    | 9    | 16   | 4    | 13   | 26   | 1    | 3    | 2    | 4    | 2      | 6      | 8              | 75           | Brons        |
| Xu Zangjun Wang Chao | 470       | 15   | 11   | 13   | 8    | 11   | 14   | 4    | 15   | 14   | 5    | n.v.t. | n.v.t. | niet geplaatst | 95           | 13           |

Vrouwen
| atlete                | onderdeel    | race | race | race | race   | race   | race | race   | race   | race   | race | race   | race   | race           | netto punten | eindnotering |
| atlete                | onderdeel    | 1    | 2    | 3    | 4      | 5      | 6    | 7      | 8      | 9      | 10   | 11     | 12     | M              | netto punten | eindnotering |
| --------------------- | ------------ | ---- | ---- | ---- | ------ | ------ | ---- | ------ | ------ | ------ | ---- | ------ | ------ | -------------- | ------------ | ------------ |
| Lu Yunxiu             | RS:X         | 2    | 9    | 25   | 2      | 2      | 1    | 4      | 2      | 1      | 2    | 3      | 2      | 6              | 26           | Goud         |
| Zhang Dongshuang      | Laser Radial | 31   | 33   | 30   | 7      | 27     | 20   | 45     | 28     | 6      | 6    | n.v.t. | n.v.t. | niet geplaatst | 188          | 24           |
| Wei Mengxi Gao Haiyan | 470          | 9    | 15   | 16   | 14     | 22 DSQ | 18   | 11     | 15     | 14     | 17   | n.v.t. | n.v.t. | niet geplaatst | 129          | 18           |
| Chen Shasha Ye Jin    | 49erFX       | 20   | 19   | 17   | 22 DNF | 22 DNS | 14   | 22 DSQ | 22 DSQ | 22 DSQ | 2    | 10     | 1      | niet geplaatst | 171          | 19           |

Gemengd
| atlete                  | onderdeel | race | race | race | race | race | race | race | race | race | race | race | race | race           | netto punten | eindnotering |
| atlete                  | onderdeel | 1    | 2    | 3    | 4    | 5    | 6    | 7    | 8    | 9    | 10   | 11   | 12   | M              | netto punten | eindnotering |
| ----------------------- | --------- | ---- | ---- | ---- | ---- | ---- | ---- | ---- | ---- | ---- | ---- | ---- | ---- | -------------- | ------------ | ------------ |
| Hu Xiaoxiao Yang Xuezhe | Nacra 17  | 13   | 19   | 14   | 15   | 16   | 15   | 16   | 20   | 16   | 14   | 14   | 15   | niet geplaatst | 167          | 16           |

### Zwemmen
Mannen
| atleet                                        | onderdeel          | series   | series | halve finale   | halve finale   | finale         | finale         |
| atleet                                        | onderdeel          | tijd     | rang   | tijd           | rang           | tijd           | rang           |
| --------------------------------------------- | ------------------ | -------- | ------ | -------------- | -------------- | -------------- | -------------- |
| Yu Hexin                                      | 50 m vrije slag    | 22,14    | 19     | niet geplaatst | niet geplaatst | niet geplaatst | niet geplaatst |
| He Junyi                                      | 100 m vrije slag   | 48,50    | 18     | niet geplaatst | niet geplaatst | niet geplaatst | niet geplaatst |
| Ji Xinjie                                     | 200 m vrije slag   | 1.46,86  | 21     | niet geplaatst | niet geplaatst | niet geplaatst | niet geplaatst |
| Ji Xinjie                                     | 400 m vrije slag   | 3.48,27  | 19     | n.v.t.         | n.v.t.         | niet geplaatst | niet geplaatst |
| Cheng Long                                    | 800 m vrije slag   | 7.58,71  | 27     | n.v.t.         | n.v.t.         | niet geplaatst | niet geplaatst |
| Cheng Long                                    | 1500 m vrije slag  | 15.18,71 | 24     | n.v.t.         | n.v.t.         | niet geplaatst | niet geplaatst |
| Xu Jiayu                                      | 100 m rugslag      | 52,70    | 3 Q    | 52,94          | 6 Q            | 52,51          | 5              |
| Xu Jiayu                                      | 200 m rugslag      | 1.57,76  | 15 Q   | terugtrekking  | terugtrekking  | niet geplaatst | niet geplaatst |
| Yan Zibei                                     | 100 m schoolslag   | 58,75    | 5 Q    | 58,72          | 4 Q            | 58,99          | 6              |
| Qin Haiyang                                   | 200 m schoolslag   | DSQ      | DSQ    | niet geplaatst | niet geplaatst | niet geplaatst | niet geplaatst |
| Zon Jiajun                                    | 100 m vlinderslag  | 51,74    | 16 Q   | 51,82          | 13             | niet geplaatst | niet geplaatst |
| Qin Haiyang                                   | 200 m wisselslag   | 1.58,95  | 26     | niet geplaatst | niet geplaatst | niet geplaatst | niet geplaatst |
| Wang Shun                                     | 200 m wisselslag   | 1.57,42  | 7 Q    | 1.56,22        | 1 Q            | 1.55,00 AR     | Goud           |
| Wang Shun                                     | 400 m wisselslag   | 4.10,63  | 10     | n.v.t.         | n.v.t.         | niet geplaatst | niet geplaatst |
| Hong Jinquan Ji Xinjie Wang Shun Zhang Ziyang | 4x200 m vrije slag | 7.08,27  | 9      | n.v.t.         | n.v.t.         | niet geplaatst | niet geplaatst |
| He Junyi Sun Jiajun Xu Jiayu Yan Zibei        | 4x100 m wisselslag | 3.31,72  | 4 Q    | n.v.t.         | n.v.t.         | DSQ            | DSQ            |

Vrouwen
| atlete                                                                               | onderdeel          | series      | series | halve finale   | halve finale   | finale         | finale         |
| atlete                                                                               | onderdeel          | tijd        | rang   | tijd           | rang           | tijd           | rang           |
| ------------------------------------------------------------------------------------ | ------------------ | ----------- | ------ | -------------- | -------------- | -------------- | -------------- |
| Zhang Yufei                                                                          | 50 m vrije slag    | 24,36       | 6 Q    | 24,32          | 8              | niet geplaatst | niet geplaatst |
| Wu Qingfeng                                                                          | 50 m vrije slag    | 24,55       | 10 Q   | 24,32          | 8 Q            | 24,32          | 5              |
| Wu Qingfeng                                                                          | 100 m vrije slag   | 53,87       | 18 Q   | 54,86          | 16             | niet geplaatst | niet geplaatst |
| Yang Junxuan                                                                         | 100 m vrije slag   | 53,02       | 8 Q    | terugtrekking  | terugtrekking  | niet geplaatst | niet geplaatst |
| Yang Junxuan                                                                         | 200 m vrije slag   | 1.56,17     | 6 Q    | 1.55,98        | 4 Q            | 1.55,01        | 4              |
| Li Bingjie                                                                           | 200 m vrije slag   | 1.59,03     | 20     | niet geplaatst | niet geplaatst | niet geplaatst | niet geplaatst |
| Li Bingjie                                                                           | 400 m vrije slag   | 4.01,57     | 2 Q    | n.v.t.         | n.v.t.         | 4.1,08         | Brons          |
| Li Bingjie                                                                           | 800 m vrije slag   | 8.22,49     | 10     | n.v.t.         | n.v.t.         | niet geplaatst | niet geplaatst |
| Li Bingjie                                                                           | 1500 m vrije slag  | 15.59,92    | 10     | n.v.t.         | n.v.t.         | niet geplaatst | niet geplaatst |
| Tang Muhan                                                                           | 400 m vrije slag   | 4.04,07     | 8 Q    | n.v.t.         | n.v.t.         | 4.04,10        | 5              |
| Wang Jianjiahe                                                                       | 800 m vrije slag   | 8.20,58     | 8 Q    | n.v.t.         | n.v.t.         | 8.21,93        | 5              |
| Wang Jianjiahe                                                                       | 1500 m vrije slag  | 15.41,49 AR | 2 Q    | n.v.t.         | n.v.t.         | 15.46,37       | 4              |
| Chen Jie                                                                             | 100 m rugslag      | 1.00,63     | 22     | niet geplaatst | niet geplaatst | niet geplaatst | niet geplaatst |
| Penq Xuwei                                                                           | 100 m rugslag      | 59,78       | 9 Q    | 59,98          | 12             | niet geplaatst | niet geplaatst |
| Penq Xuwei                                                                           | 200 m rugslag      | 2.09,03     | 7 Q    | 2.08,76        | 8 Q            | 2.08,26        | 7              |
| Liu Yaxin                                                                            | 200 m rugslag      | 2.08,36     | 5 Q    | 2.08,65        | 6 Q            | 2.08,48        | 8              |
| Tang Qianting                                                                        | 100 m schoolslag   | 1.06,47     | 10 Q   | 1.06,63        | 10             | niet geplaatst | niet geplaatst |
| Yu Jingyao                                                                           | 200 m schoolslag   | 2.23,17     | 8 Q    | 2.24,76        | 12             | niet geplaatst | niet geplaatst |
| Zhang Yufei                                                                          | 100 m vlinderslag  | 55,82       | 1 Q    | 55,89          | 1 Q            | 55,64          | Zilver         |
| Zhang Yufei                                                                          | 200 m vlinderslag  | 2.07,50     | 1 Q    | 2.04,89        | 1 Q            | 2.03,86 OR     | Goud           |
| Yu Liyan                                                                             | 200 m vlinderslag  | 2.08,36     | 3 Q    | 2.07,04        | 5 Q            | 2.07,85        | 6              |
| Yu Yiting                                                                            | 200 m wisselslag   | 2.10,22     | 8 Q    | 2.09,72        | 4 Q            | 2.09,75        | 5              |
| Yu Yiting                                                                            | 400 m wisselslag   | 4.41,64     | 11     | n.v.t.         | n.v.t.         | niet geplaatst | niet geplaatst |
| Xin Xin                                                                              | 10 km open water   | n.v.t.      | n.v.t. | n.v.t.         | n.v.t.         | 2.00.10,1      | 8              |
| Ai Yanhan Cheng Yujie Wu Qingfeng Zhu Menghui                                        | 4x100 m vrije slag | 3.35,07     | 6 Q    | n.v.t.         | n.v.t.         | 3.34,76 AR     | 7              |
| Dong Jie* Li Bingjie Tang Muhan Yang Junxuan Zhang Yifan* Zhang Yufei                | 4x200 m vrije slag | 7.48,98     | 3 Q    | n.v.t.         | n.v.t.         | 7.40,33 WR     | Goud           |
| Chen Jie* Peng Xuwei Tang Qianting Wu Qingfeng* Yang Junxuan Yu Yiting* Zhang Yufei* | 4x100 m wisselslag | 3.57,70     | 8 Q    | n.v.t.         | n.v.t.         | 3.54,13        | 4              |

- Zwom niet mee in de finale

Gemengd
| atlete                                      | onderdeel         | series  | series | halve finale | halve finale | finale  | finale |
| atlete                                      | onderdeel         | tijd    | rang   | tijd         | rang         | tijd    | rang   |
| ------------------------------------------- | ----------------- | ------- | ------ | ------------ | ------------ | ------- | ------ |
| Xu Jiayu Yan Zibei Yang Junxuan Zhang Yufei | 4x100m wisselslag | 3.42,29 | 3 Q    | n.v.t.       | n.v.t.       | 3.38,86 | Zilver |